# طبیعت استان گیلان

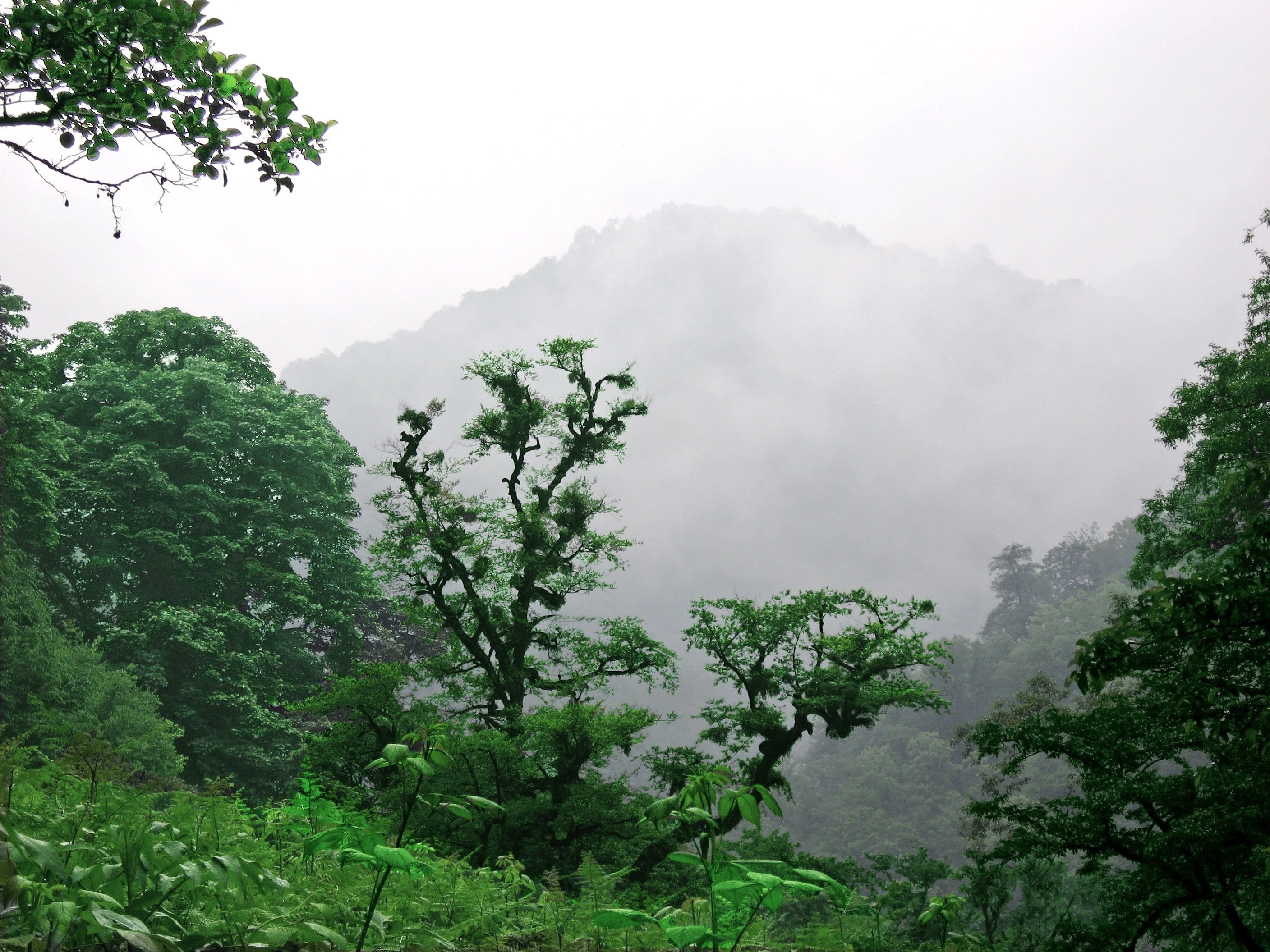
جنگل گیلان

در این صفحه جاذبه‌های طبیعی استان گیلان بر پایه نوع طبقه‌بندی شده‌اند:

## جاذبه‌های طبیعی استان گیلان بر پایه اکوسیستم
جاذبه‌های طبیعی گیلان را می‌توان به شش بخش تقسیم کرد: 

### سواحلدریا
شهرهای لنگرود؛ رودسر، تالش، آستارا، بندر انزلی، کلاچای،
چابکسر و کیاشهر، در کنار دریا قرار دارند. طول ساحل دریا، در استان گیلان به ۲۲۰کیلومتر می‌رسد.

## تالاب‌ها
تالاب‌های گیلان شامل تالاب کیاکلایه لنگرود، تالاب و پناهگاه حیات وحش سلکه، تالاب بین‌المللی امیر کلایه (شیخ علی کل)،تالاب استیل ،تالاب سیاه درویشان ،تالاب زربیجار ،تالاب سیاه کِشیم، تالاب جوکندان و معروفترین و بزرگترین تالاب انزلی، که از جمله زیباترین مناظر آبی ایران است. در داخل این تالاب، جزایر زیبایی وجود دارد.تالاب انزلی، از مهم‌ترین تالاب‌های جهان محسوب می‌شود که به همین دلیل، کنوانسیون بین‌المللی تالاب‌ها، در این شهر مورد تصویب واقع شده‌است. این تالاب، از سال ۱۳۸۴ خورشیدی در معرض خطر نابودی قرار گرفته‌است.

### رودها
سپیدرود،شلمان رود، شفارود،کرگانرود و آستارارود از بزرگترین رودخانه‌های گیلان می‌باشد.
بستر رودهای گیلان عمدتاً در مسیر دره‌های کوهستانی و کوهپایه‌ای که از جنگل‌های سرسبز و انبوه پوشیده شده‌اند قرار گرفته‌است. 

### جنگل‌ها
جنگل‌های لنگرود در لیلا کوه، جنگل‌های تالش، جنگل‌های لاهیجان و جنگل‌های دیلمان از جمله جنگل‌های زیبا و دیدنی گیلان است.

### دریاچه‌ها
بزرگ‌ترین دریاچهٔ جهان (دریاچه خزر)، در شمال این استان واقع شده‌است. در جنوب شهر آستارا نیز یکی از دریاچه‌های زیبای ساحلی گیلان در مساحتی کوچک قرار دارد. همچنین دریاچهٔ اصلی سد سفیدرود که در دره‌های جنوبی و غربی بخش منجیل از شهرستان رودبار تشکیل شده‌است، نخستین منظرهٔ آبی برای مسافرینی است که از جادهٔ قزوین وارد گیلان می‌شوند. تالاب بوجاق در انتهای روخانهٔ سفیدرود و در شرق و غرب مصب این رودخانه و در شمال بندر کیاشهر قرار گرفته‌است. این تالاب جزو تالاب‌های فهرست کنوانسیون رامسر است این تالاب مامن پرندگان زیبای مهاجر است که گذران زندگی طبیعی را در آن می‌گذرانند. چنگر، خوتکا، مرغابی وحشی، کلاگن و پلیکان جزو پرندگان عمومی این تالاب محسوب می‌شوند. شکار پرندگان از جمله فعالیت‌های اکوتوریستی در منطقه محسوب می‌شود.

### آب‌های معدنی
- چشمهٔ آب گاز سنگرود؛ در روستای سنگرود از توابع دهستان عمارلو شهرستان رودبار قرار دارد.
- چشمهٔ کلشتر رودبار؛ این چشمه حدود یک کیلومتر پایین‌تر از سد سفیدرود در فاصلهٔ پانصد متری جادهٔ اصلی قزوین به رشت قرار دارد.
- چشمهٔ آب معدنی ماسوله؛ در ابتدای ورودی شهر تاریخی ماسوله در کنار پارک شهر قرار دارد.
- چشمهٔ چشماگل؛ در روستای طالم از توابع سنگر قرار دارد.
- چشمهٔ ماستخور؛ در روستای ماستخور نزدیک رودبار در جبههٔ غربی سد منجیل قرار دارد.
- چشمهٔ آب معدنی سجیران؛ در اشکور بالا، نزدیکی روستای سجیران واقع است.

اسم اصلی آب معدنی سجیران آب معدنی درازمالگا(درازمالگه) می‌باشد 
(آب معدنی درازمالگا در اشکور رحیم آباد شهرستان رودسر می‌باشد. این آب چشمه دارای خواص درمانی از جمله :دفع سنگ کلیه-بیماریهای پوستی مثل قارچ و زگیل می‌باشد.فاصله از محل جیرکل تا چشمه(دراز مالگا) حدود 2 ساعت می‌باشد.این چشه در سال 1364 توسط علی رضا تپاک یکی از اهالی جیرکل که در حال حاضر ساکن رحیم آباد می‌باشد کشف شده و در کتاب مرجع گیلان بنام(معلم.آموزگار) فرهنگی به ثبت رسیده‌است)

## ییلاقات
مناطق ییلاقی گیلان که در حال حاضر بسیار مورد استفاده قرار می‌گیرند، عبارت اند از:
- نواحی ییلاقی جواهردشت؛ در ارتفاعات شرق گیلان، منطقهٔ شمالی کوه زیبای سماموس قرار دارد و ییلاقِ نواحی چابکسر، قاسم آباد، واجارگاه، کلاچای و رحیم‌آباد به‌شمار می‌رود. این ییلاق، از زیباترین نقاط جغرافیایی ایران محسوب می‌شود که متأسفانه، با مهاجرت گسترده و ساخت و ساز ساکنین شهرهای کلاچای و چابکسر و رحیم‌آباد، در سال‌های اخیر در شرف تغییر جدی قرار گرفته‌است.
- ییلاق‌های واقع در مسیر درهٔ رودخانه پلرود در شهرستان رودسر؛ درهٔ بسیار زیبای پلرود، پس از گذشت از روستای دیماین به نواحی ییلاقی این ناحیه می‌رسد. درهٔ پلرود به دو شاخه تقسیم می‌شود و هر یک به ییلاق‌های واقع در مسیر خود می‌رسد.
- ییلاق‌های دیلمان و اسپیلی؛ ییلاق‌های این ناحیه، هم از نظر چشم‌انداز و هم از نظر آثار تاریخی و فرهنگی دارای اهمیت بسیار است.
- ییلاق‌های رودبار؛ این مناطق ییلاقی را می‌توان به دو قسمت تقسیم کرد: ییلاق‌های واقع در شرق سفیدرود (مثل داماش و خلشکوه در بخش عمارلو، ویستان و نورالعرش در بخش خورگام، سله‌گاه، دیورش و براگور در بخش رحمت‌آباد و بلوکات) و نیز ییلاق‌های واقع در غرب سفیدرود (مثل سلانسر در رستم‌آباد).
- ییلاق‌های تالش ؛ ماسوله جنوبی‌ترین ییلاق تالش و پس از آن ییلاق‌های ماسال و شاندرمن قرار دارند. ییلاق ارده، ییلاق اسالم، ییلاق مریان، ییلاق سوباتان وییلاق اسبومار جوکندان در مرکز  و ییلاقات  آستارا از طریق گردنه حیران به نواحی ییلاقی آستارا مربوط می‌شود در شمالی‌ترین کوههای تالش در قسمت ایران واقع است.

## آب و هوا

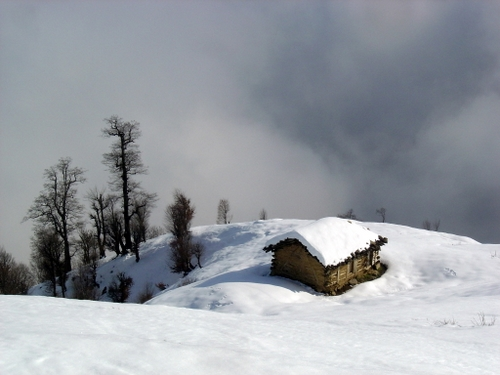
منطقه دَهرا در زمستان

آب و هوای گیلان، معتدل مدیترانه‌ای و ناشی از آب و هوای کوهستانی البرز و دریای خزر است.
همچنین، به علت فراوانی نزولات جوی در گیلان، شهر رشت را شهر باران می‌نامند. آب و هوای این استان، از رطوبت زیادی برخوردار است.

## نگارخانه
زندگی و طبیعت در گیلان

کندوجی در خلیفه محله
باغ‌های چای املش
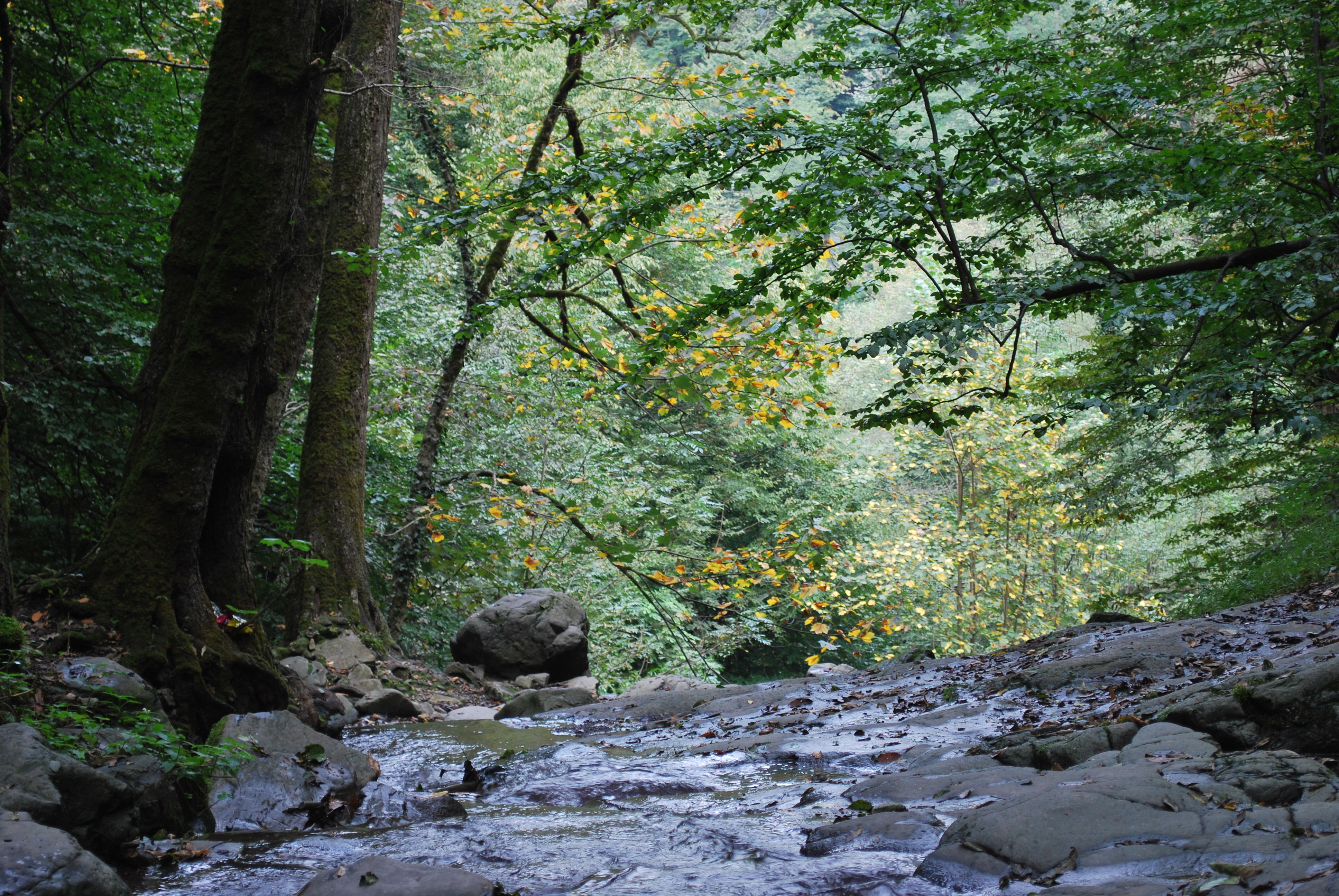
جنگلی در گیلان
خلشکوه، خرمکوه
دریای خزر
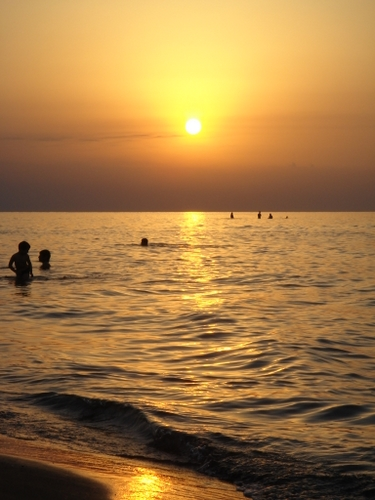
غروب دریای خزر، در انزلی
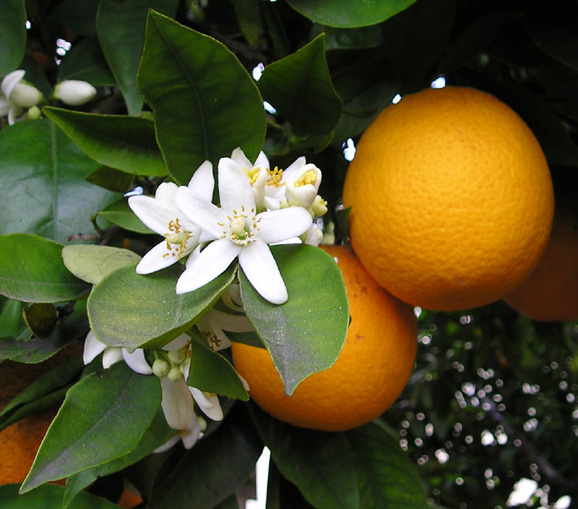
شکوفه پرتقال
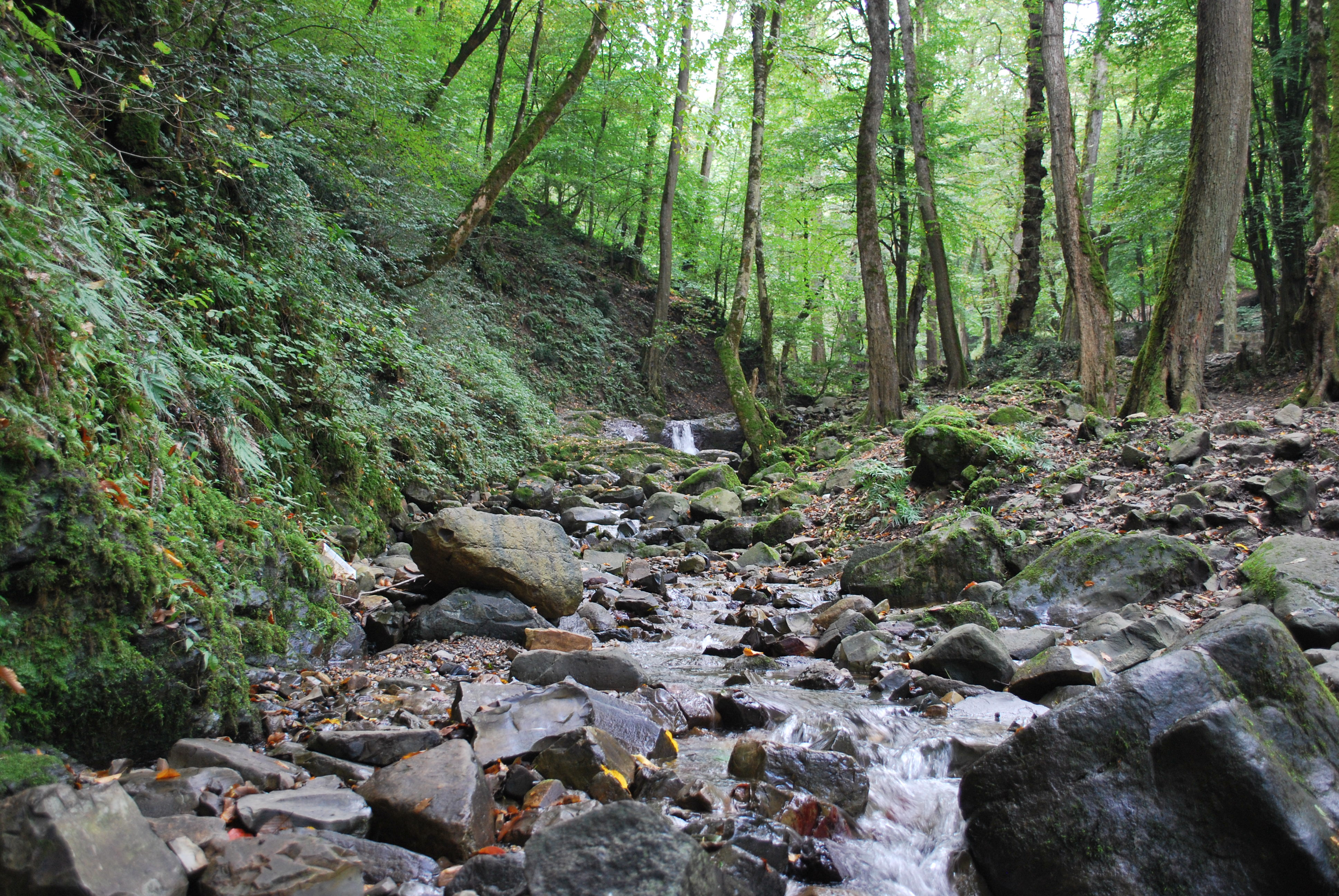
رودخانه ای در منطقه لونک
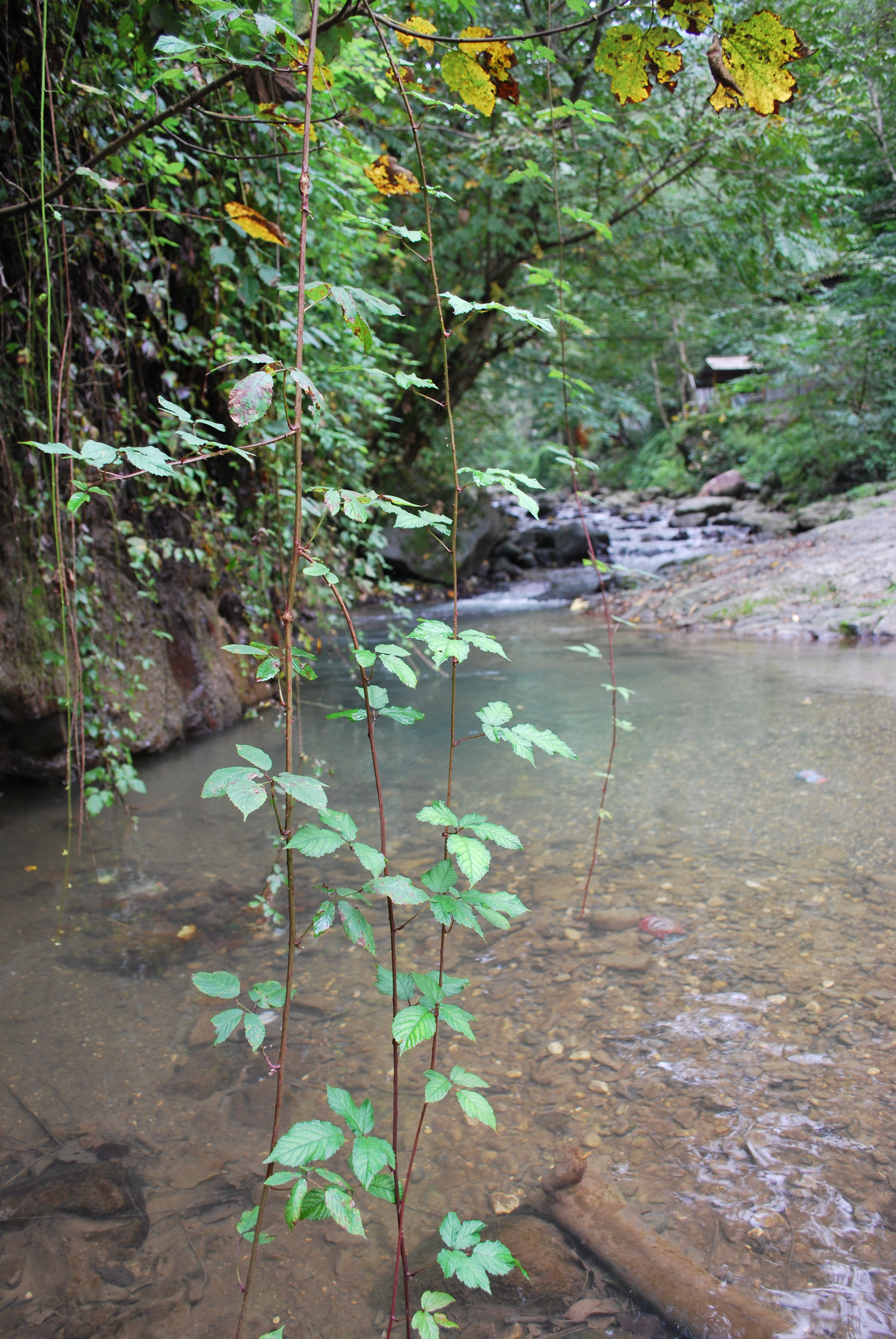
طبیعت منطقه لونک
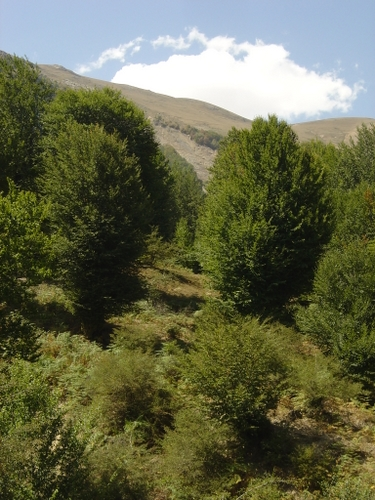
منطقه خربو
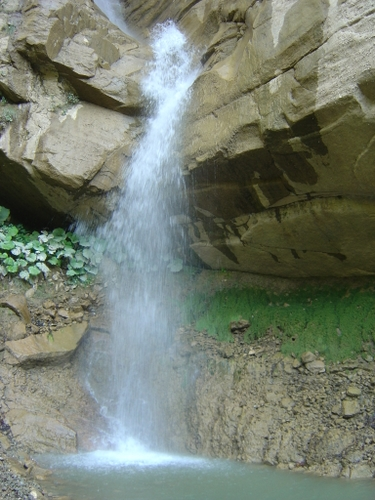
منطقه خربو
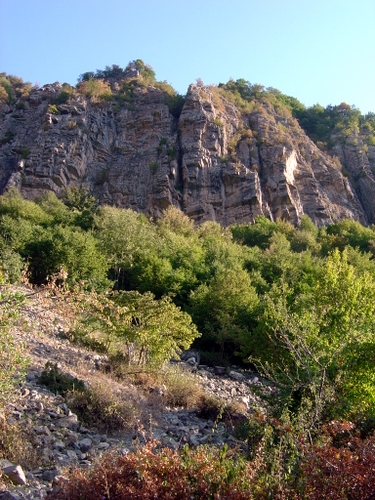
منطقه خربو
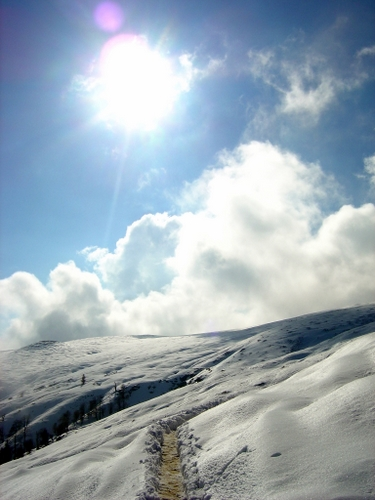
منطقه دَهرا در زمستان
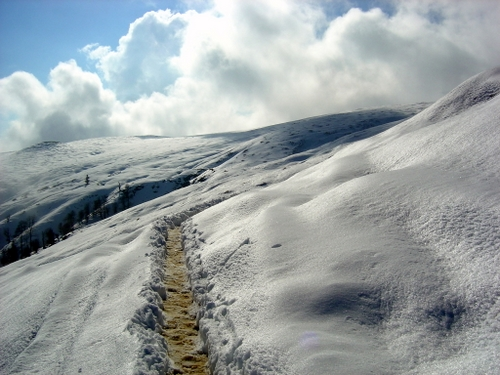
منطقه دَهرا در زمستان
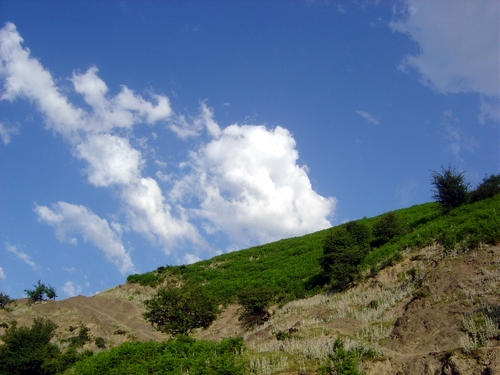
شاه معلم ماسوله
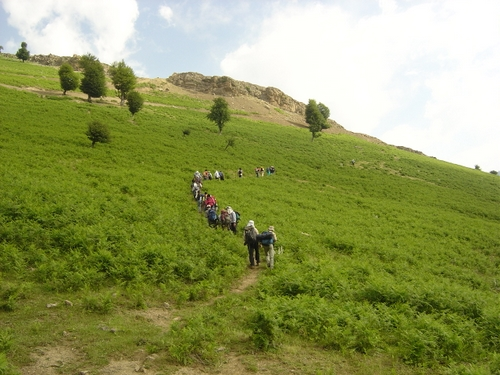
شاه معلم ماسوله
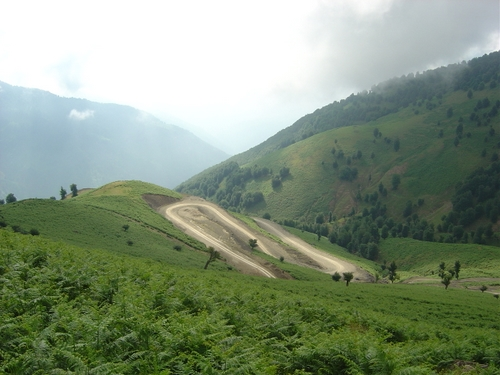
شاه معلم ماسوله
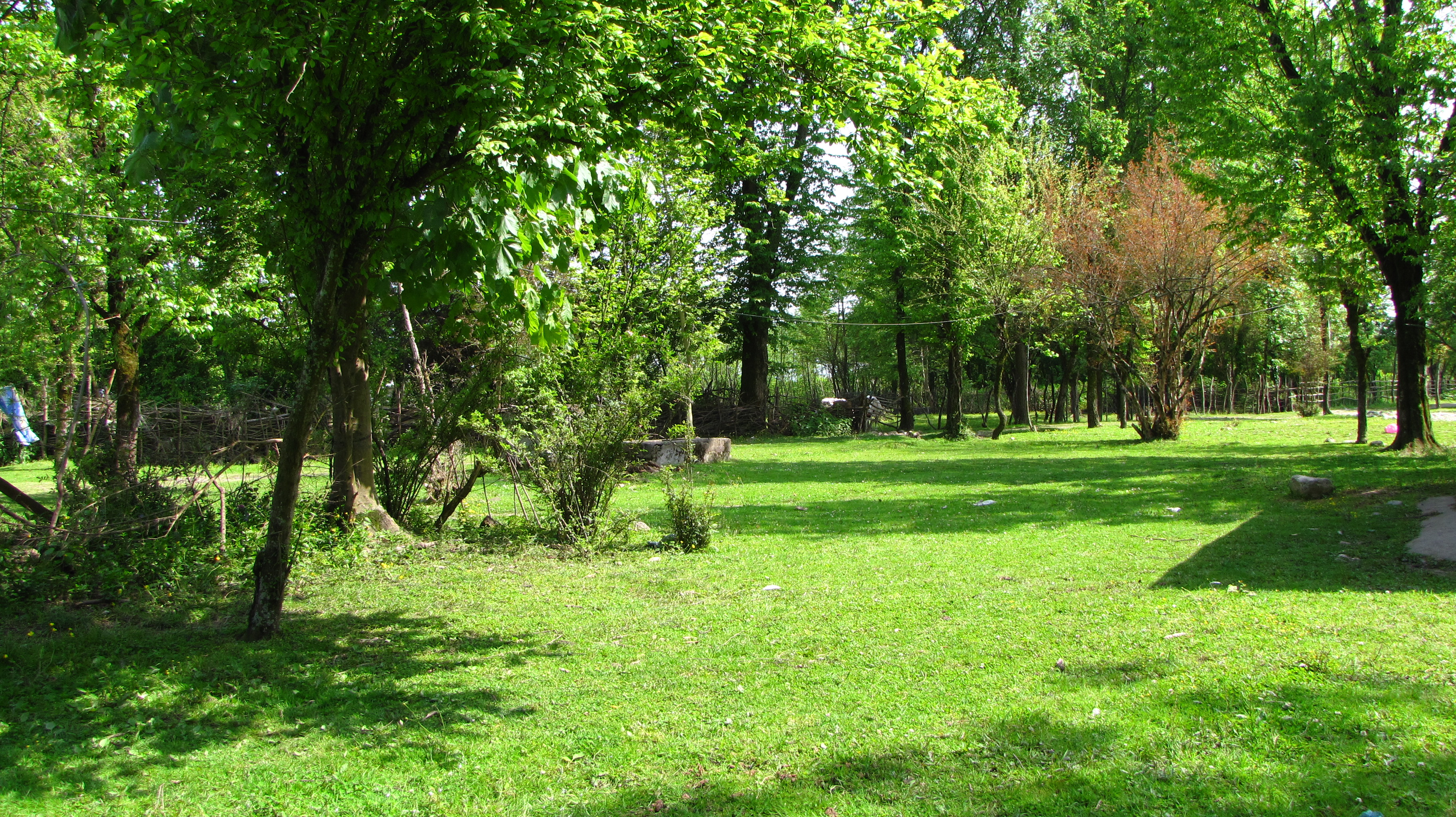
حیا ط  خانه ماکلوان
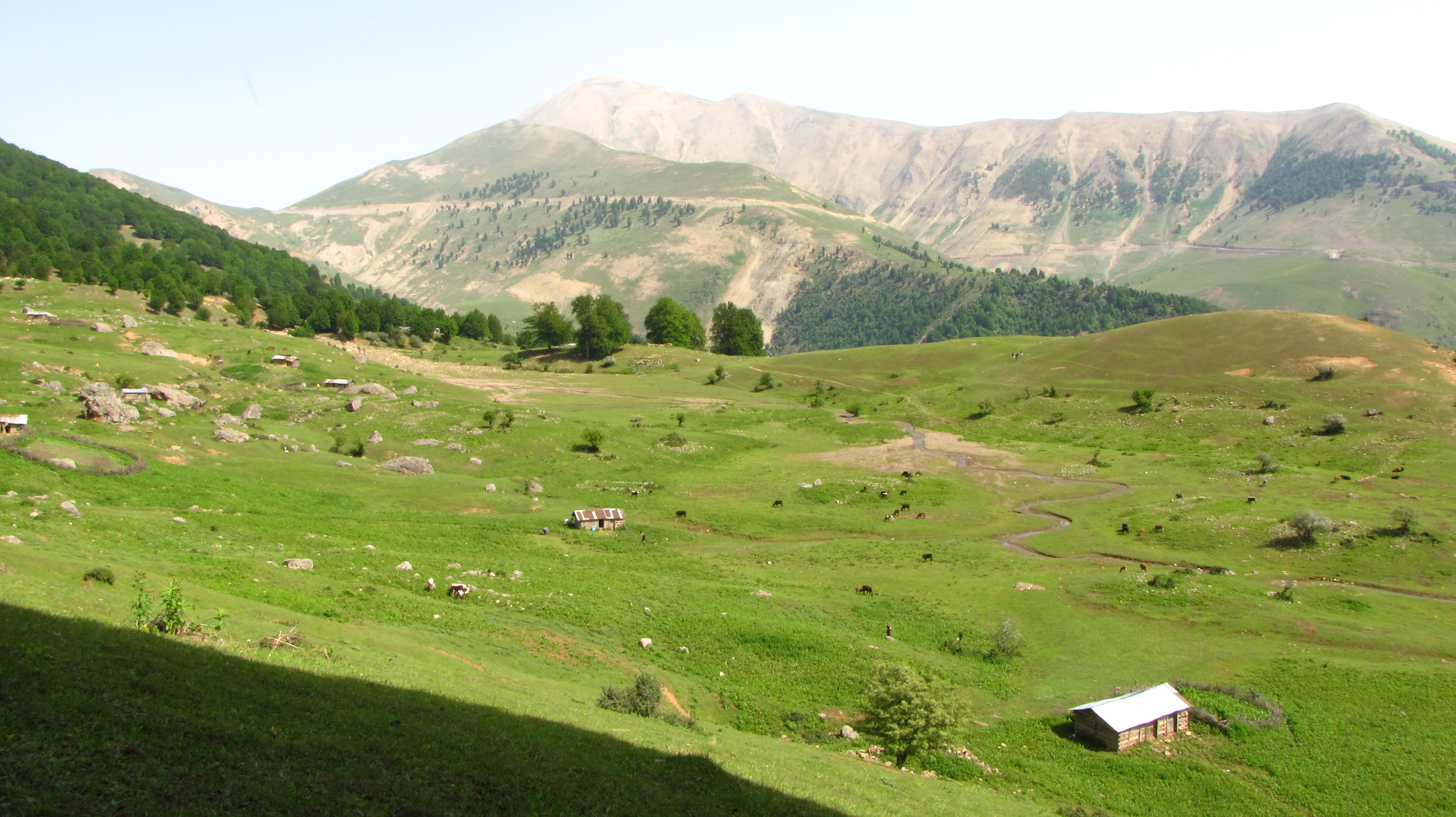
ییلاق کوروار
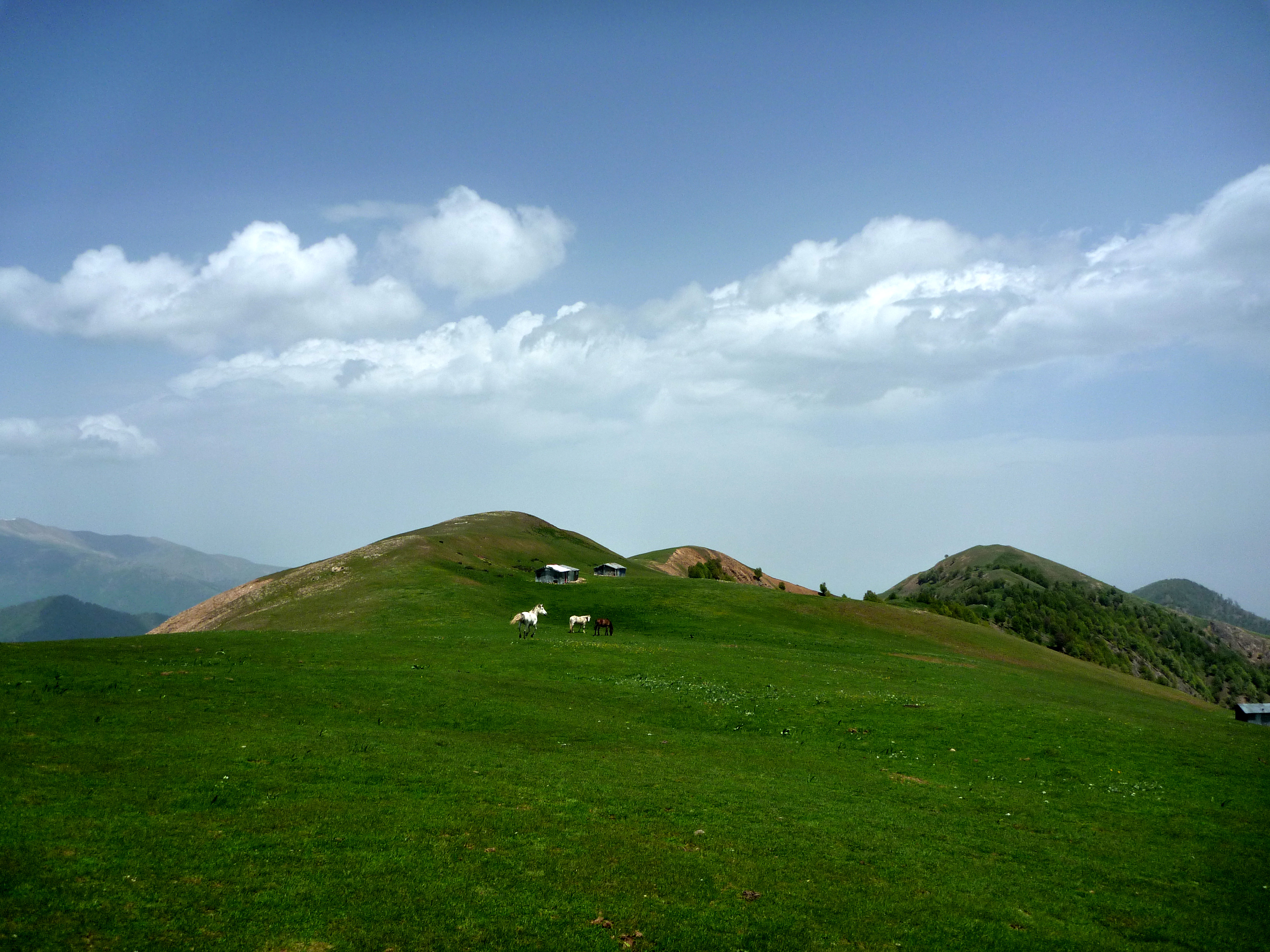
گردسایه ماکلوان
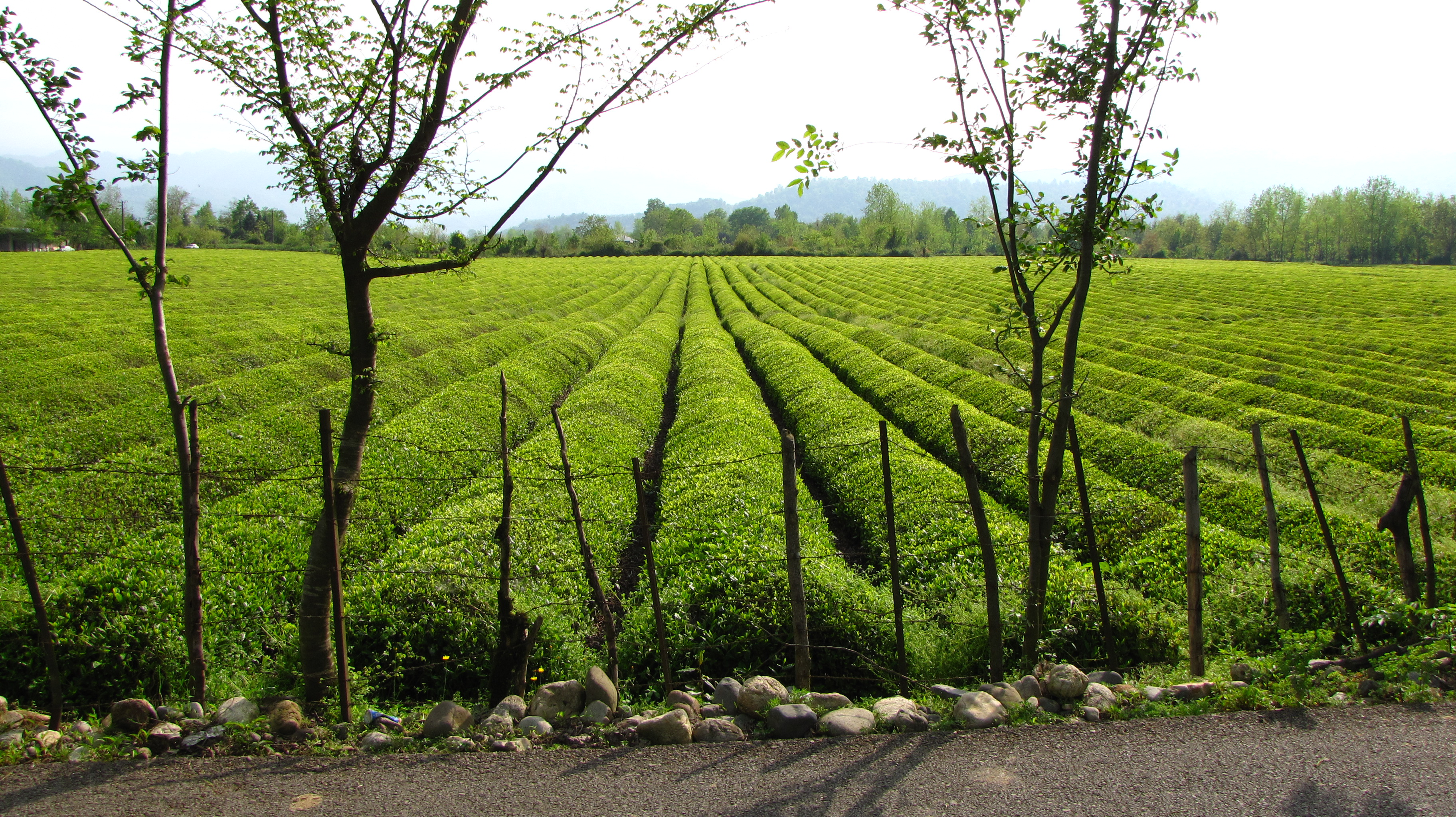
باغ چای ماکلوان
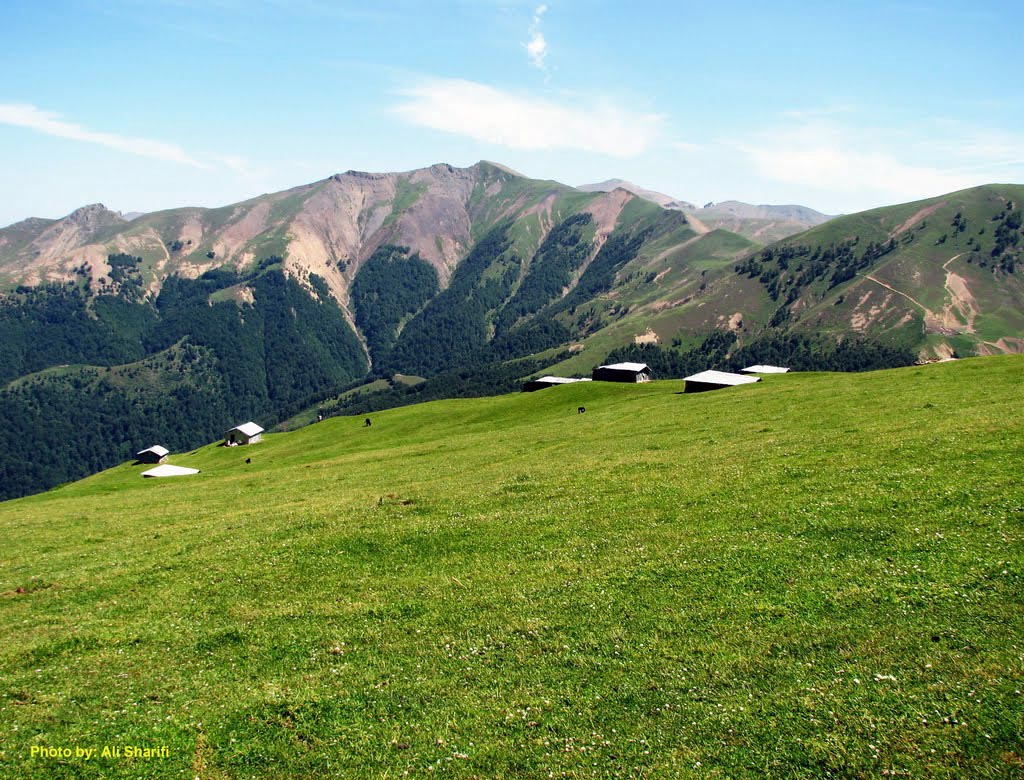
گردسایه
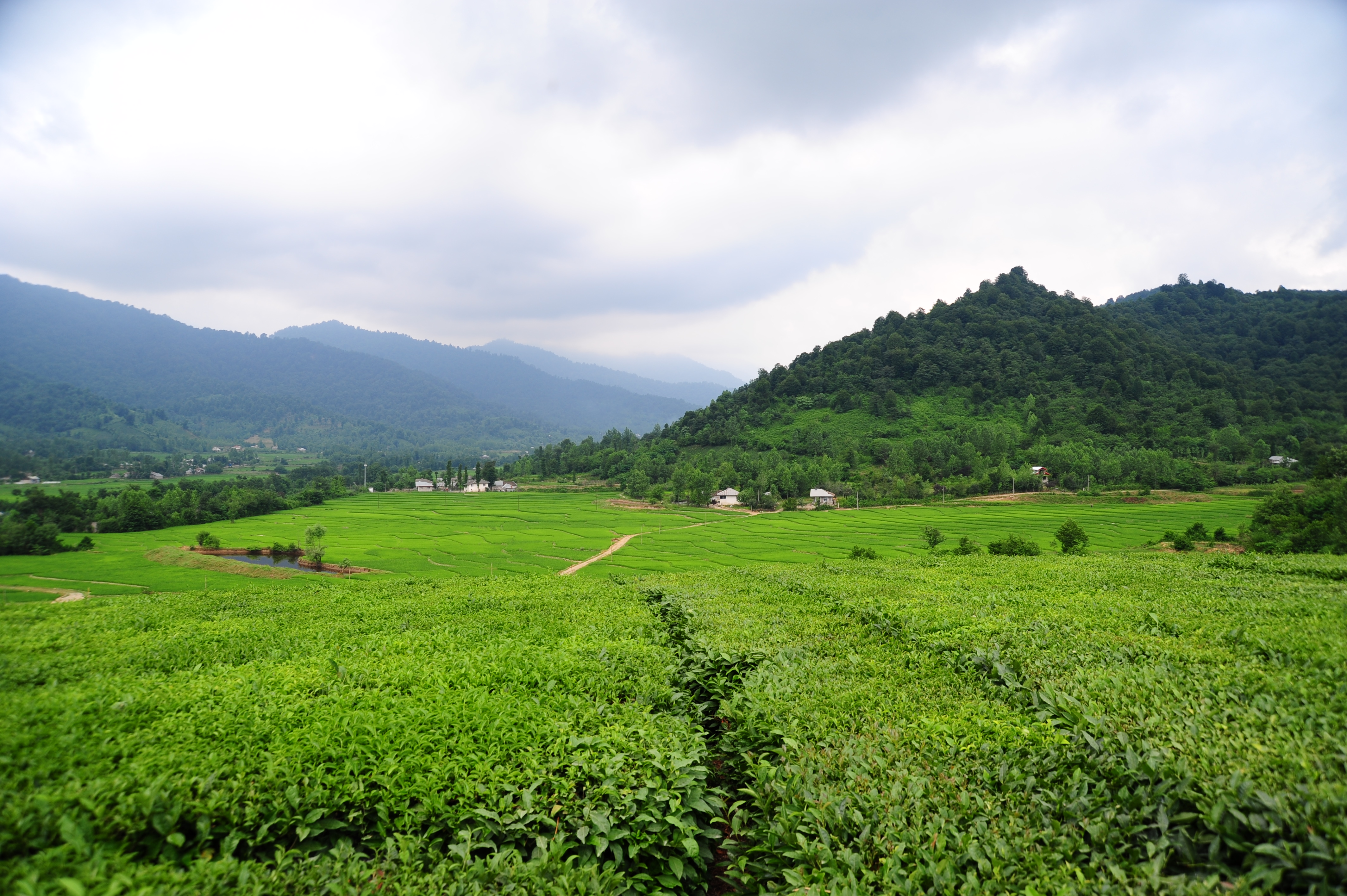
طبیعت اطراف ماکلوان
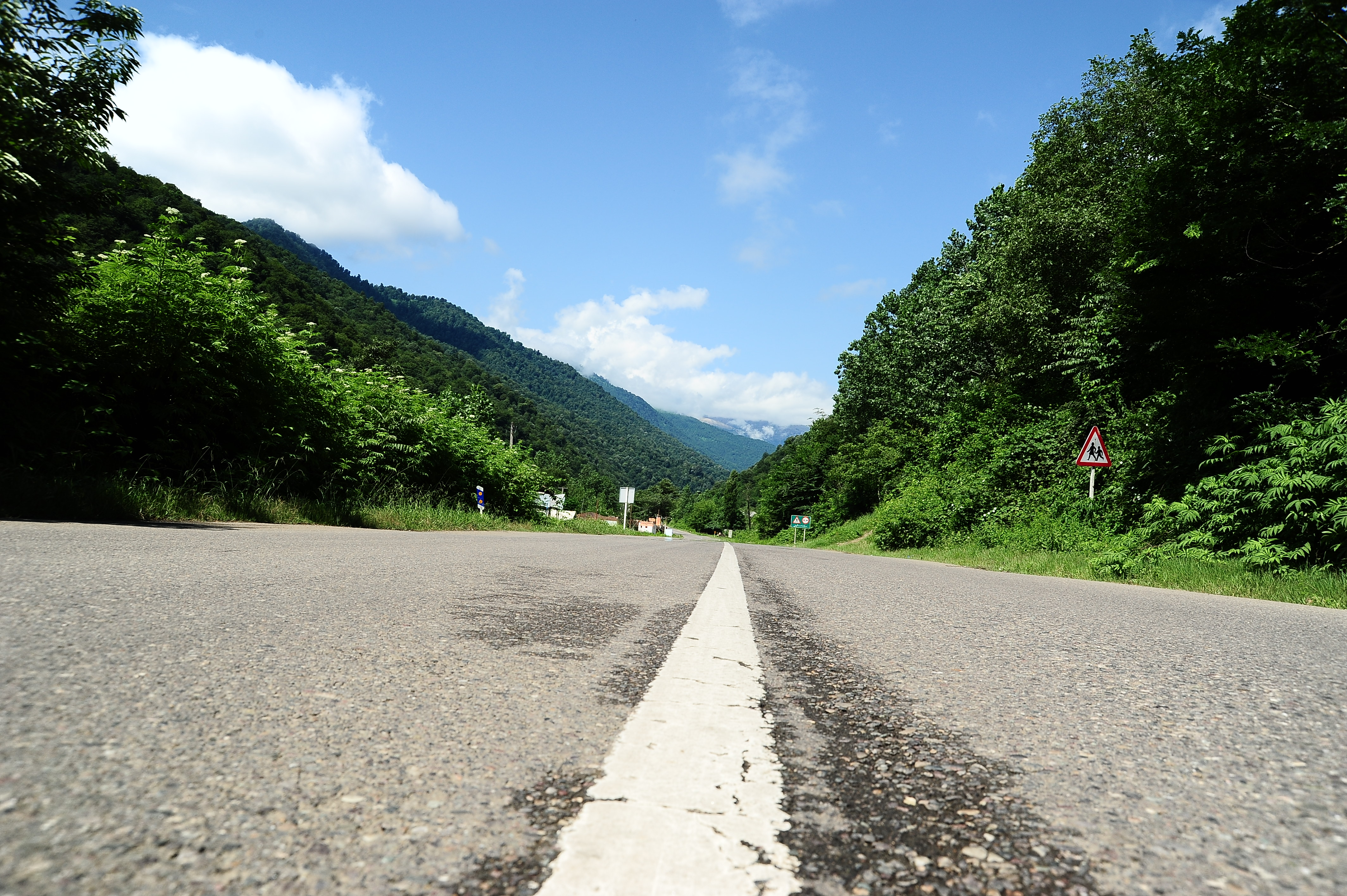
جاده ماکلوان
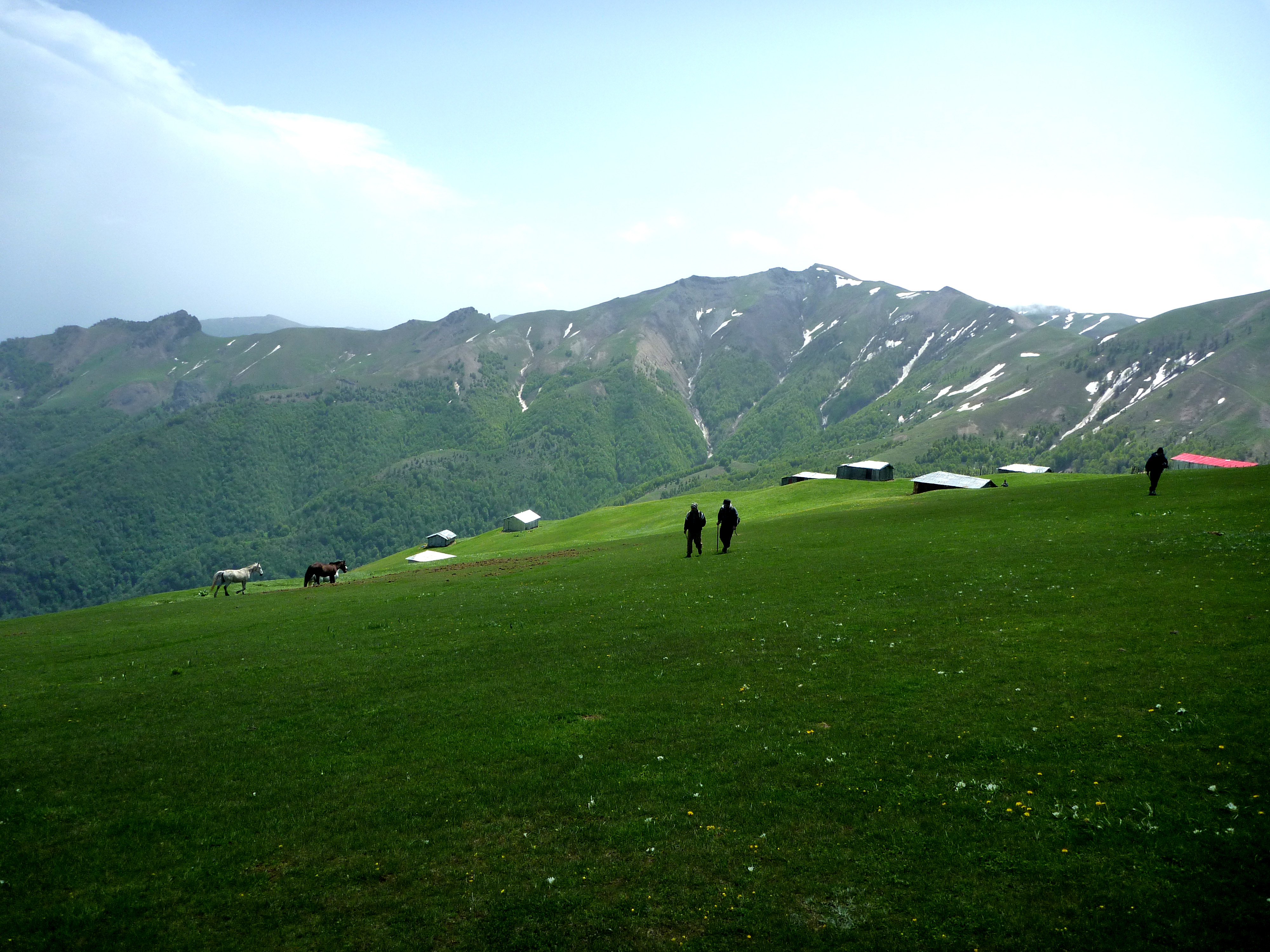
ییلاق گردسوعه
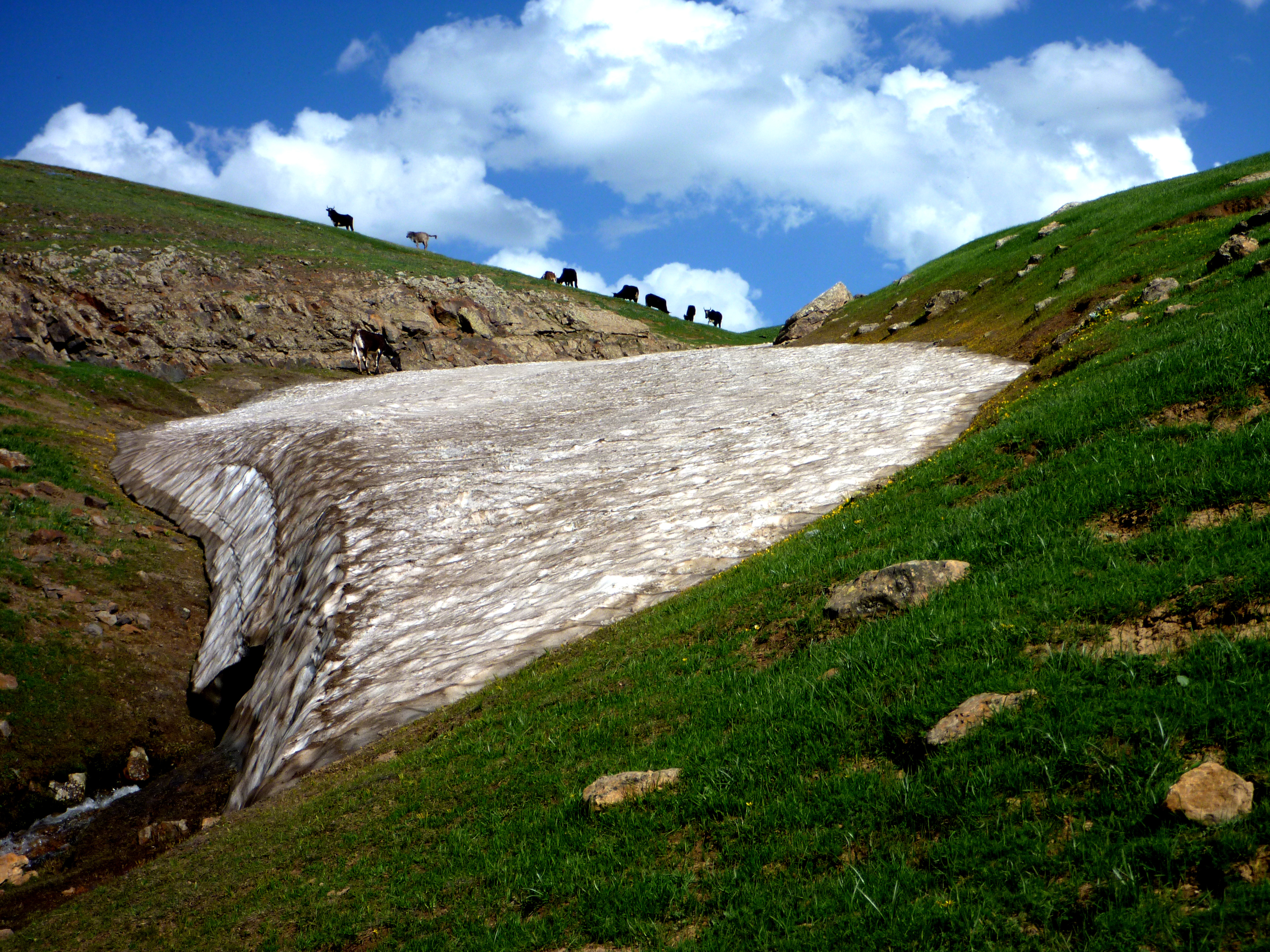
ییلاق‌های ماکلوان
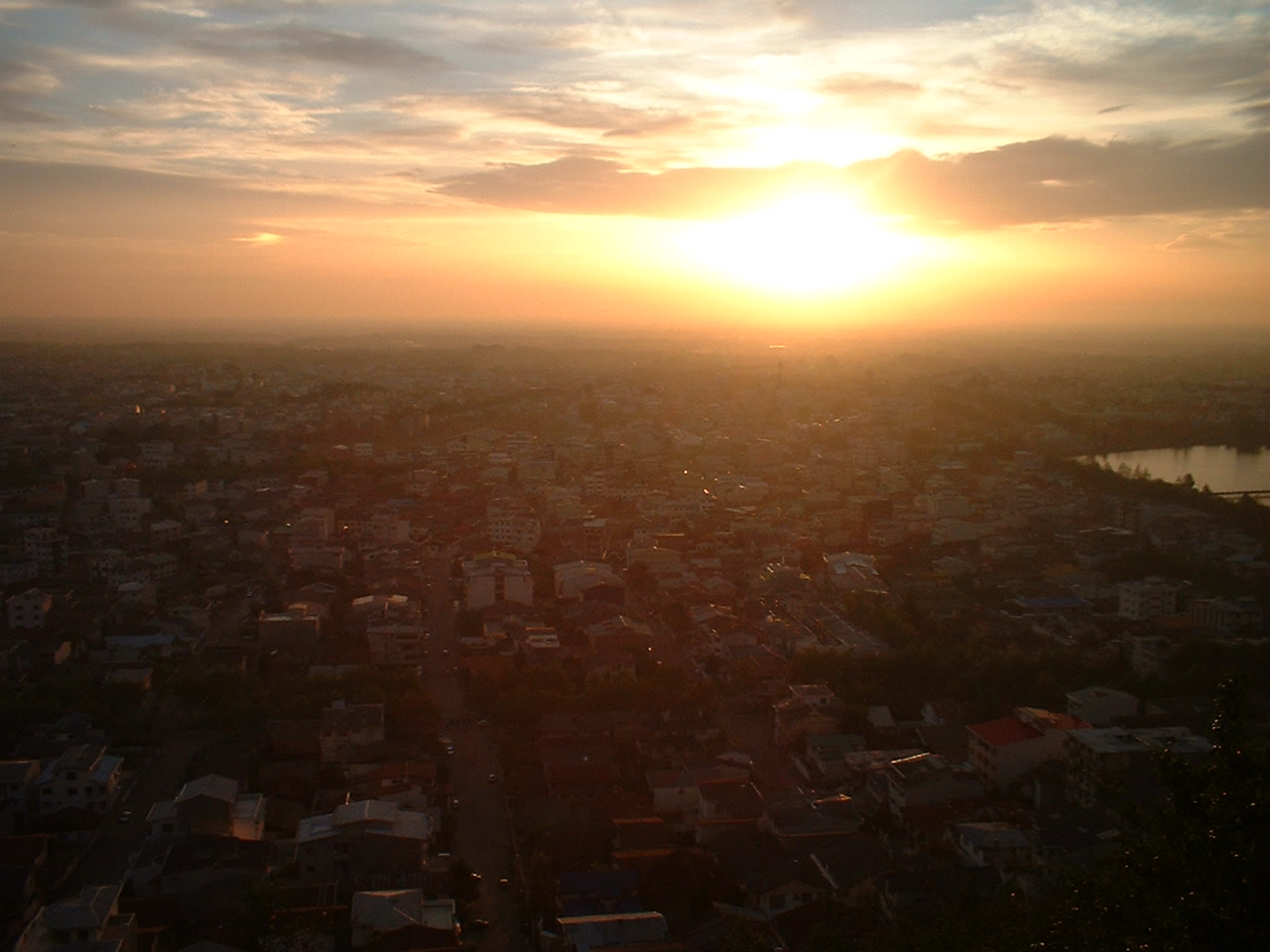
لاهیجان از فراز شیطان کوه
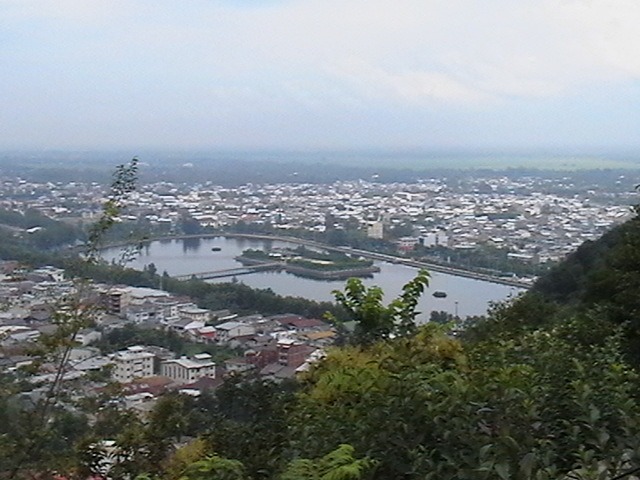
استخر لاهیجان
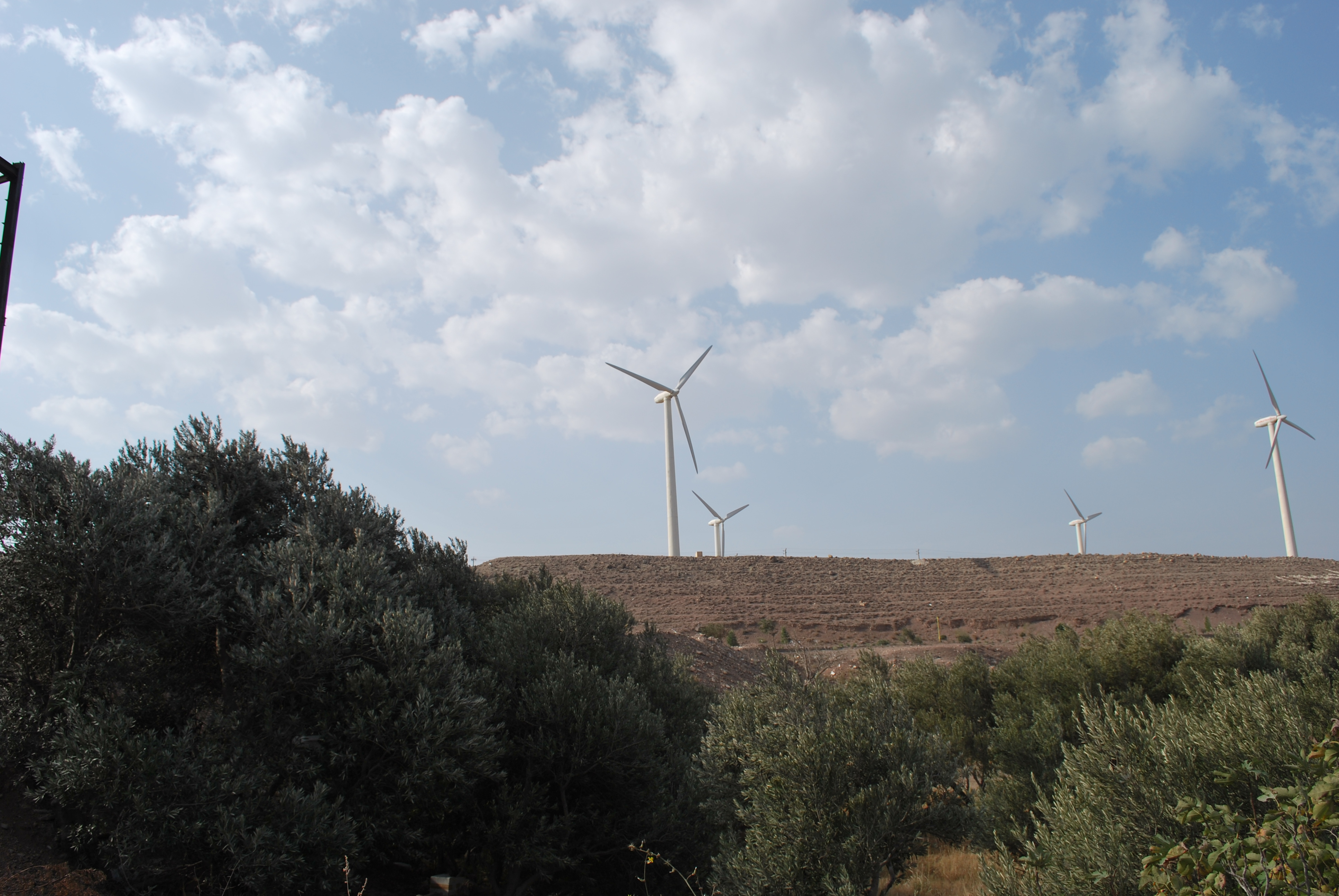
نیروگاه بادی منجیل
اشکورات در شرق گیلان
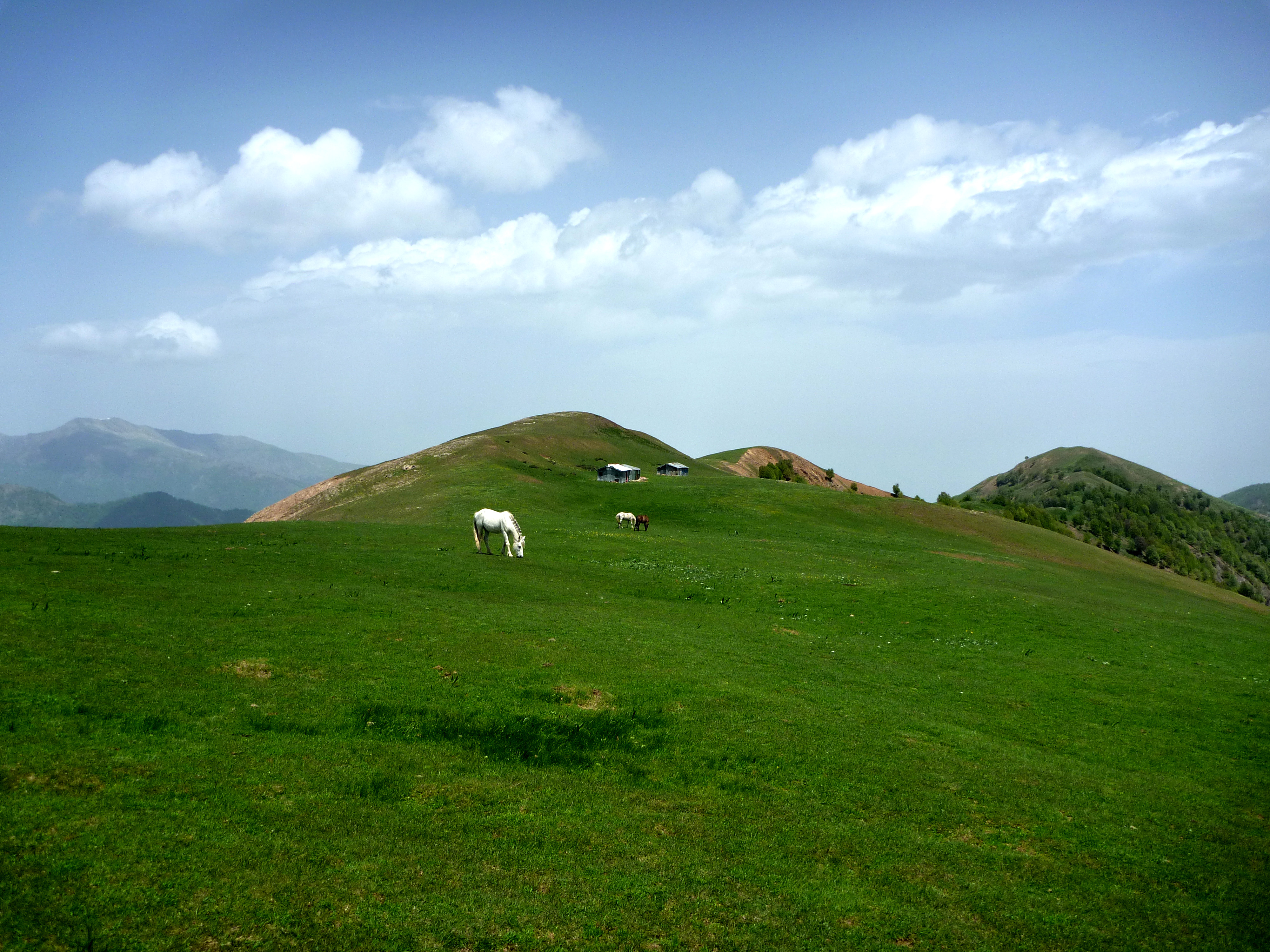
گردسوعه ماکلوان
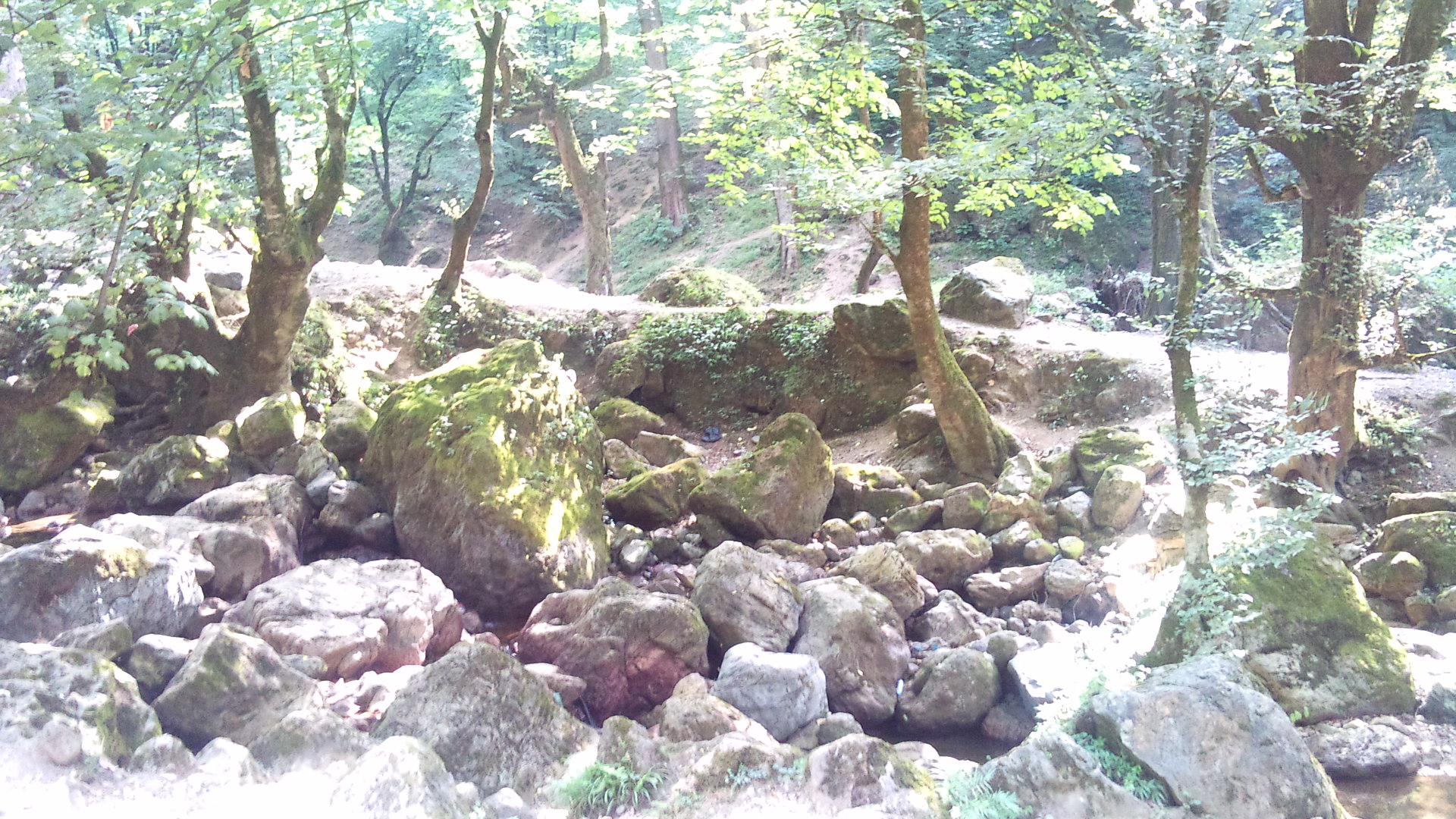
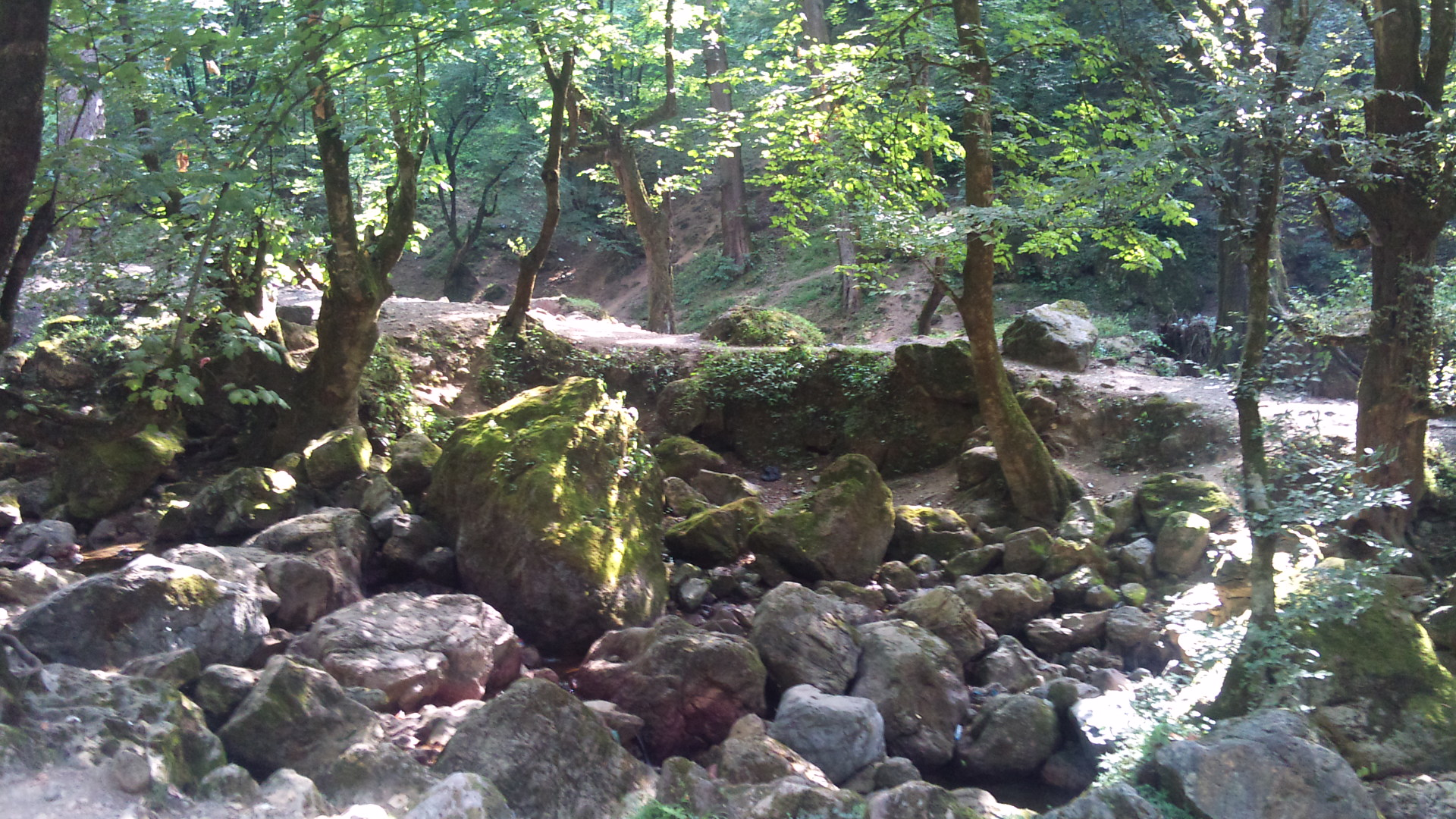
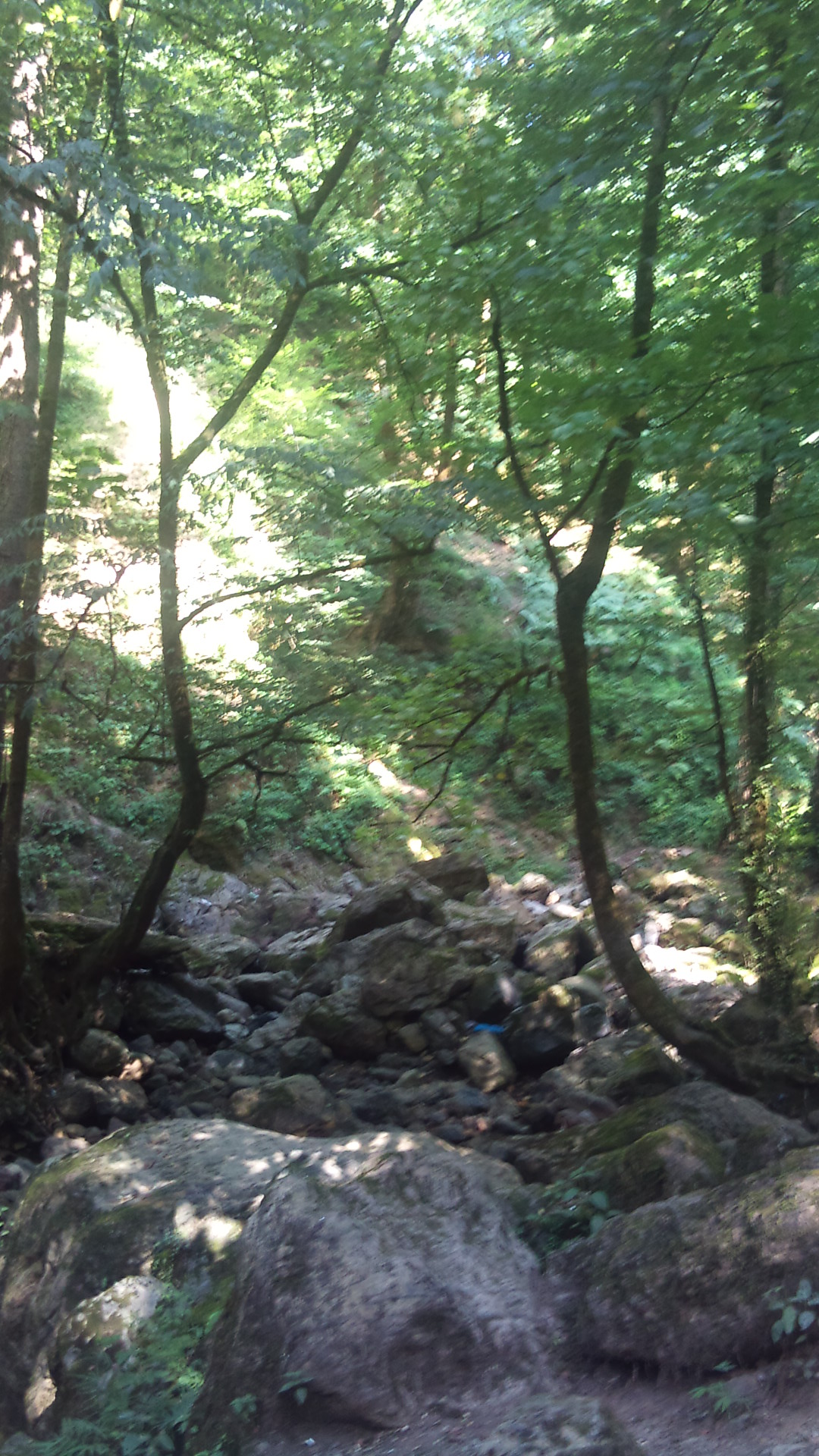
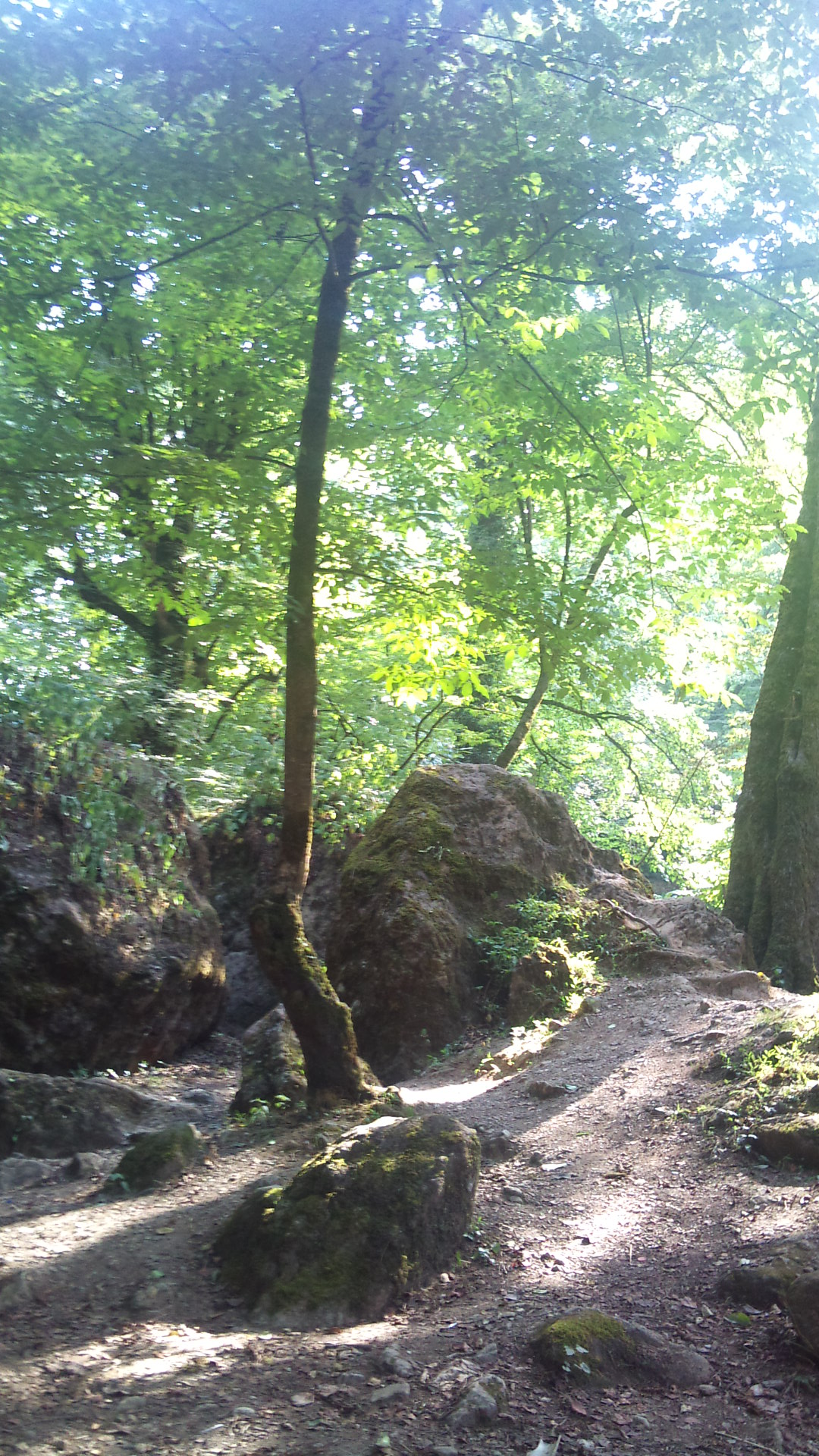
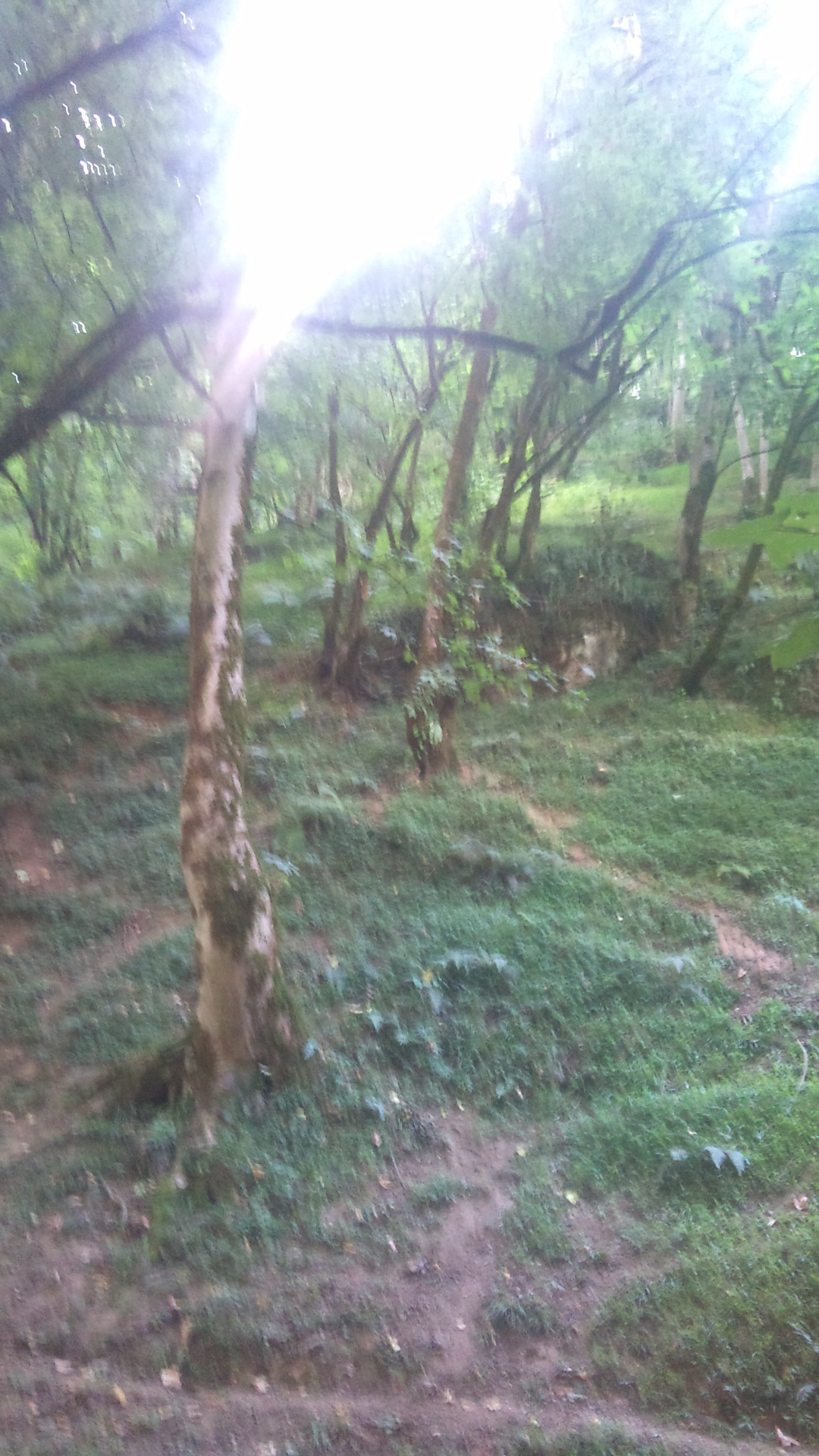
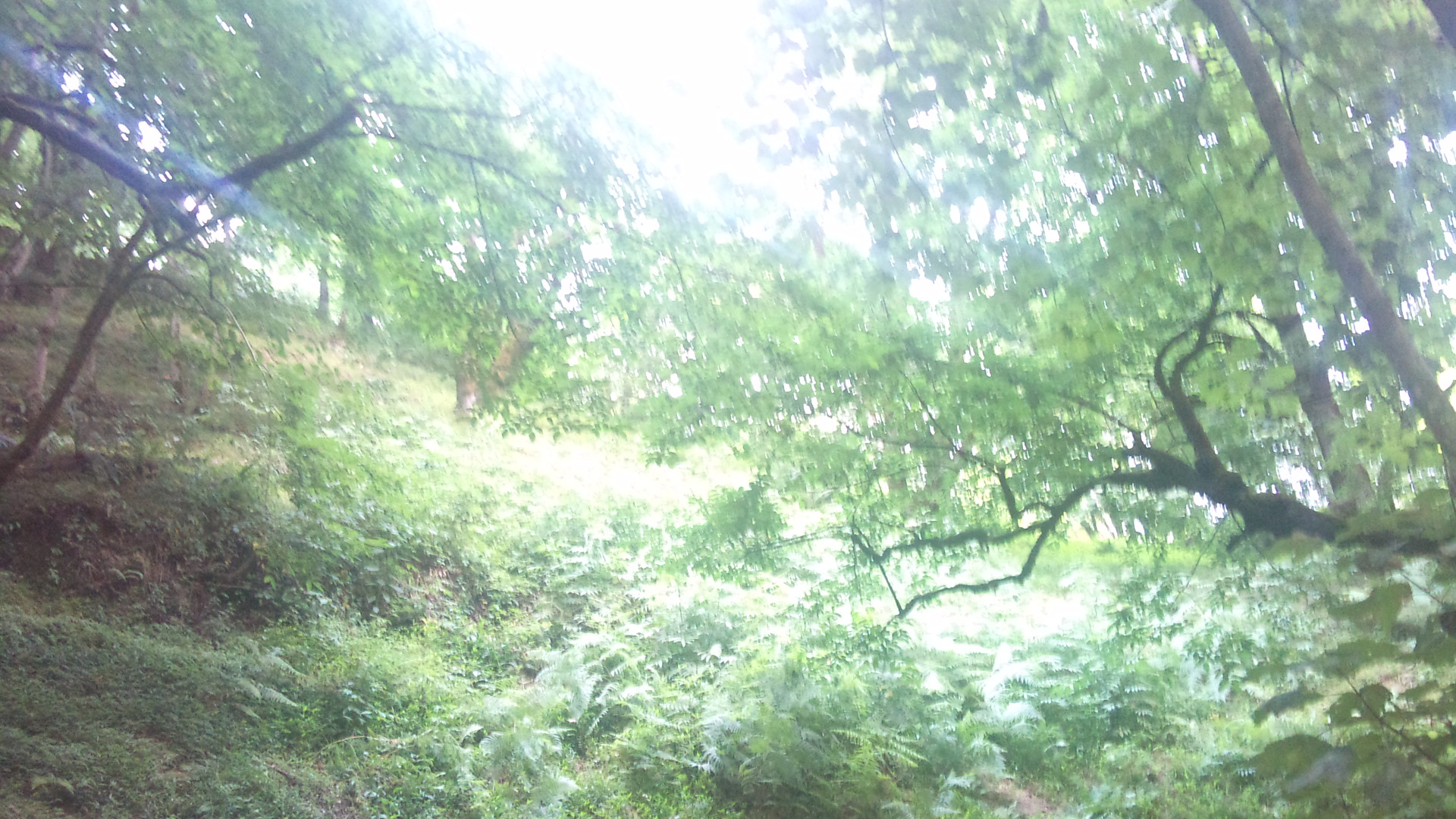
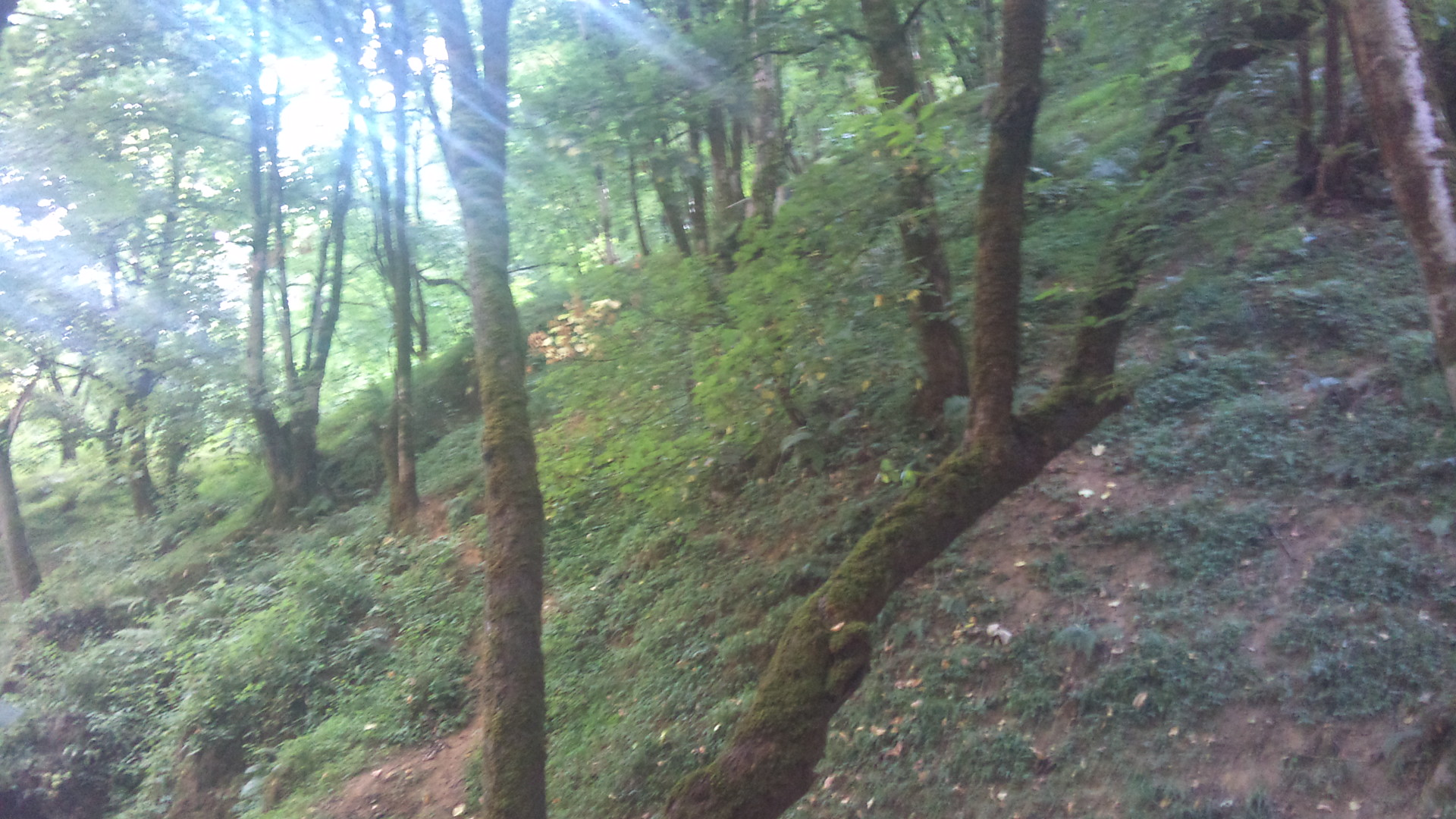
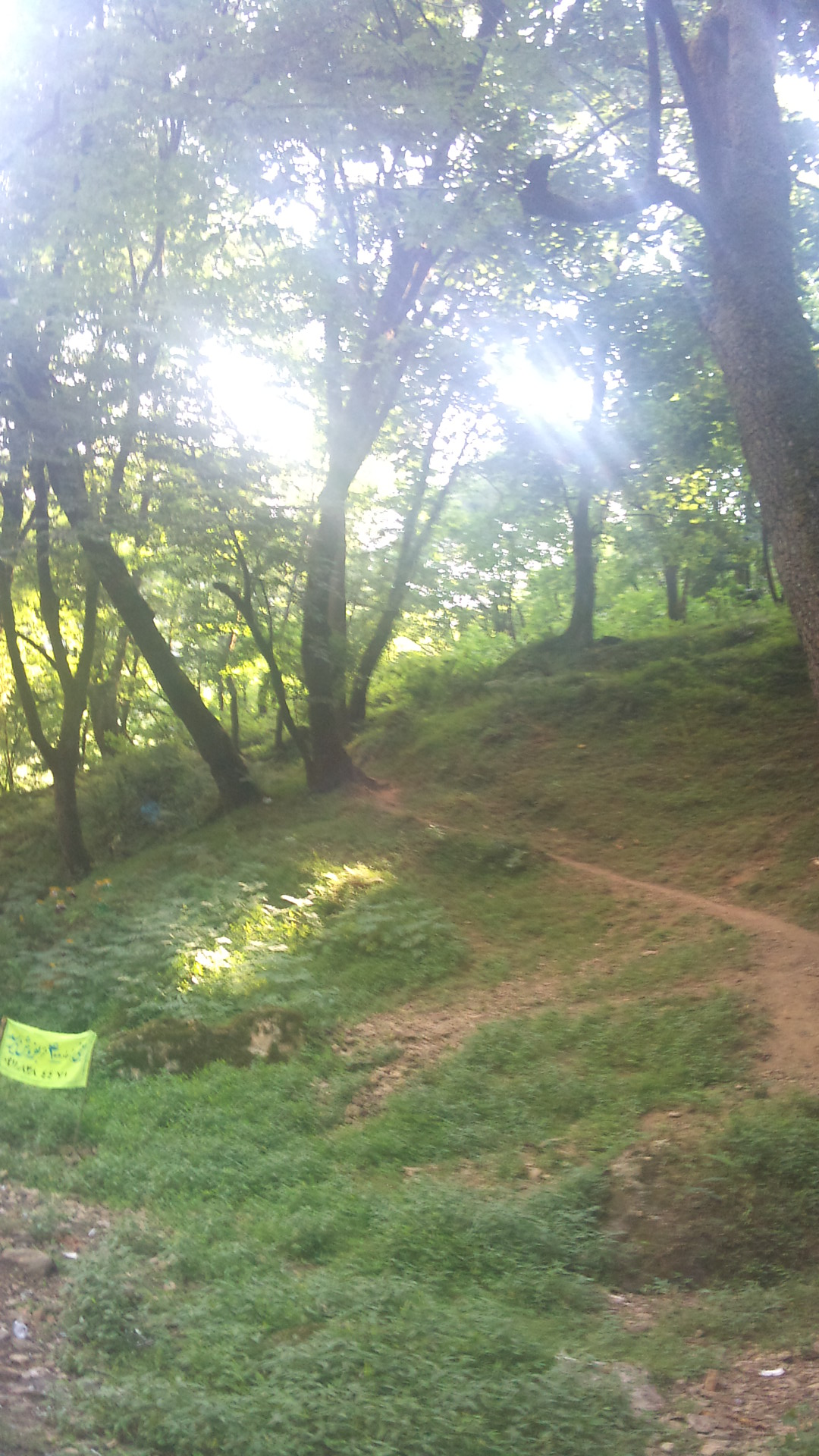
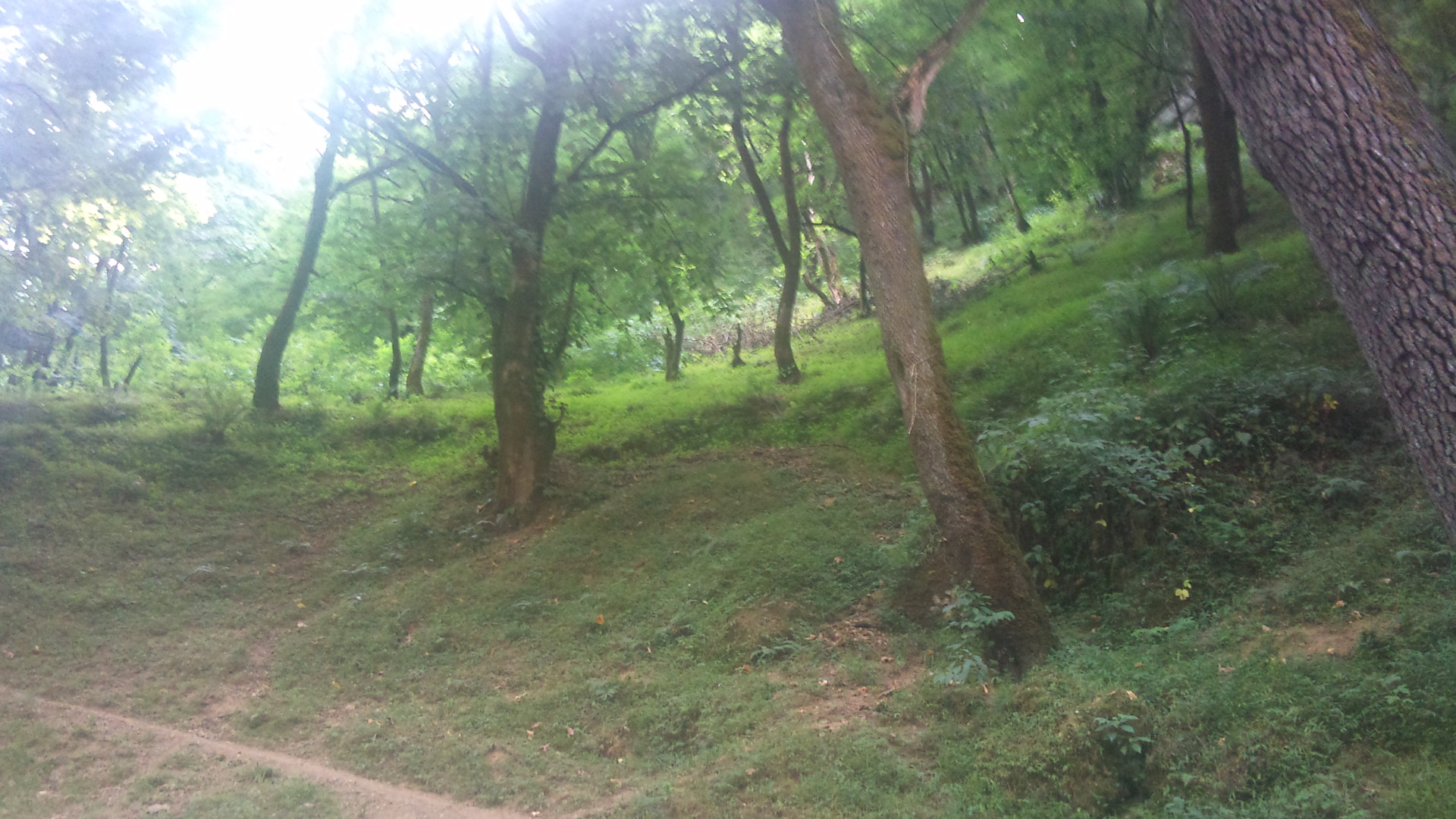
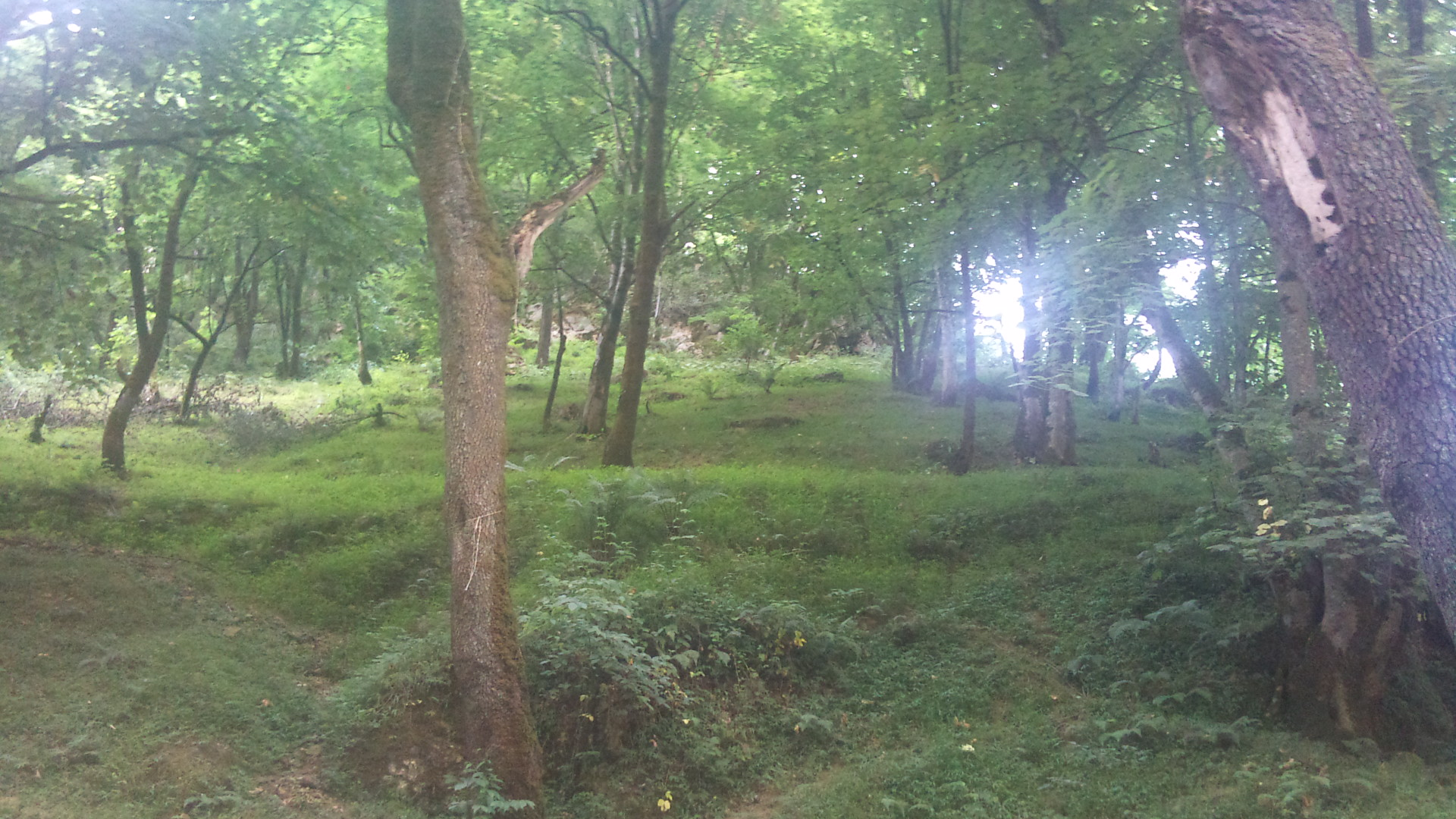
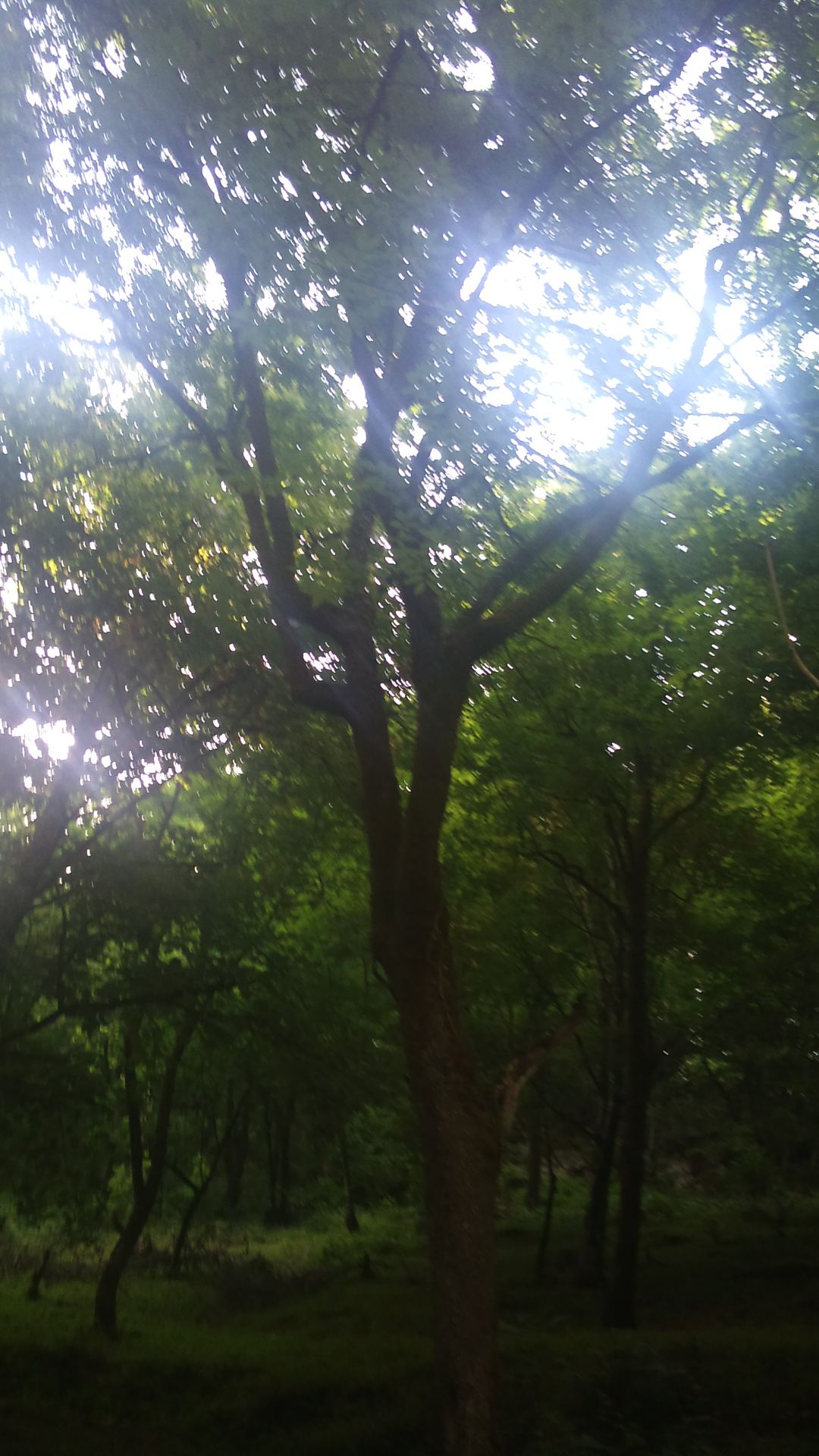
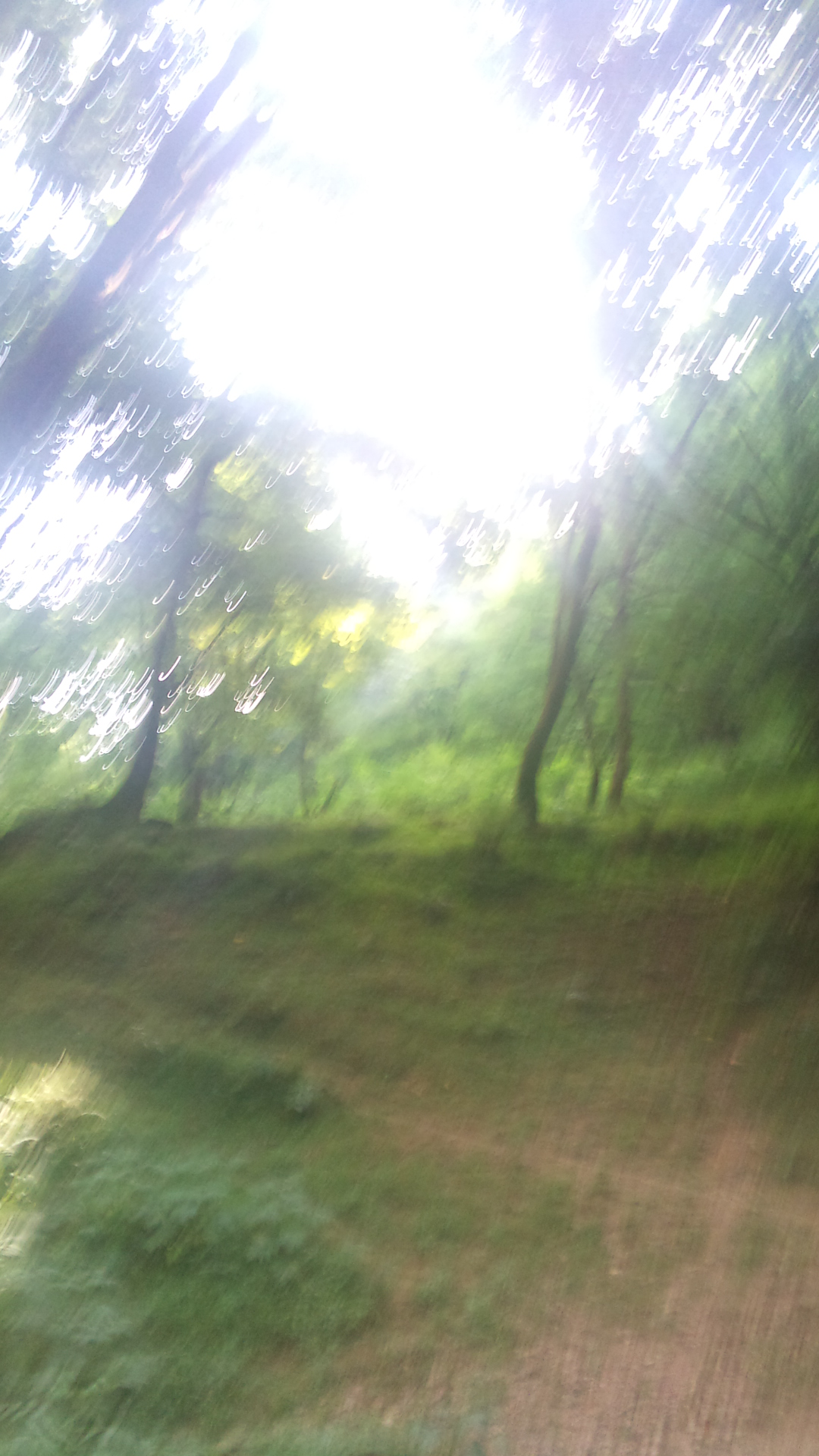
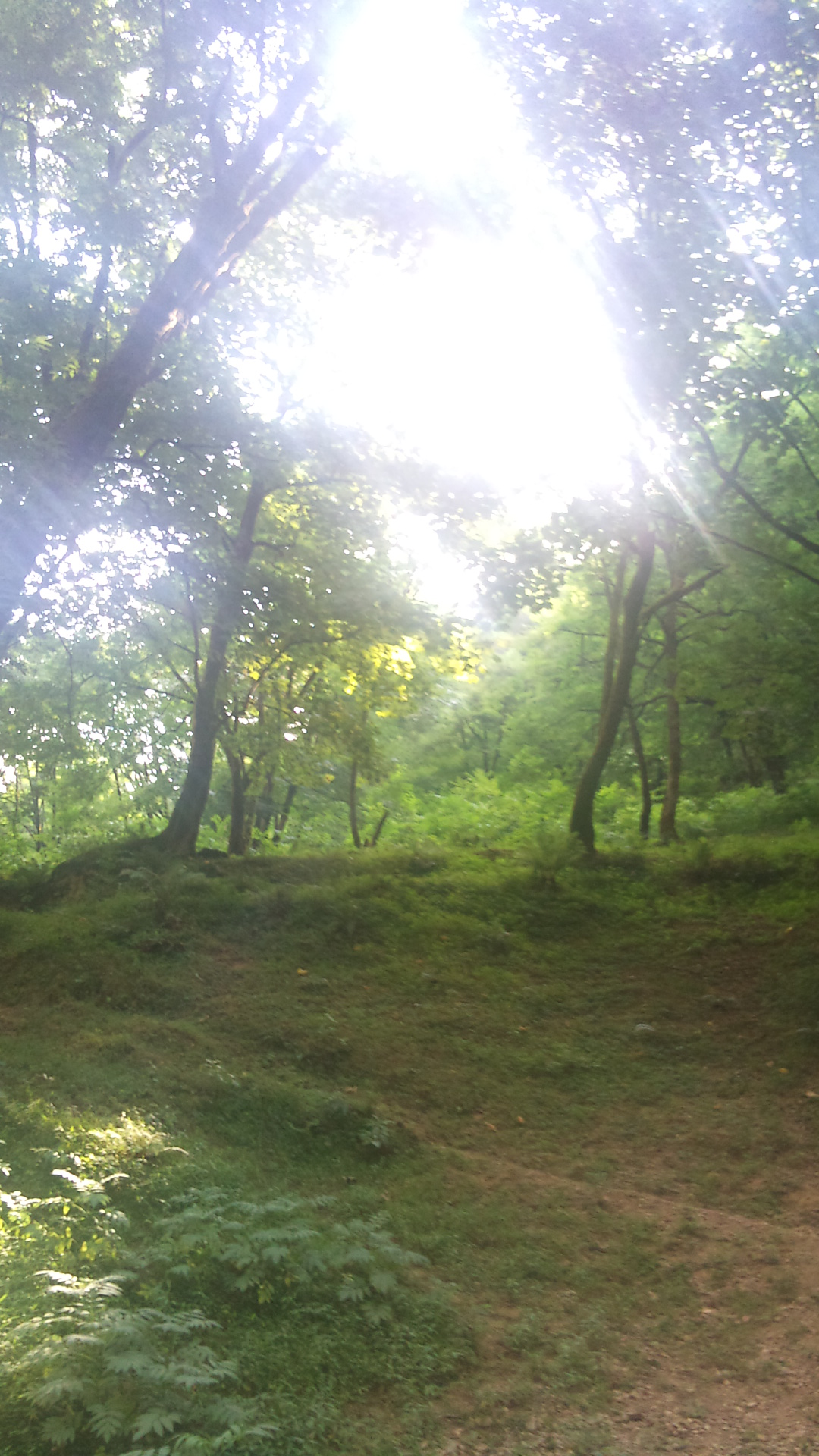
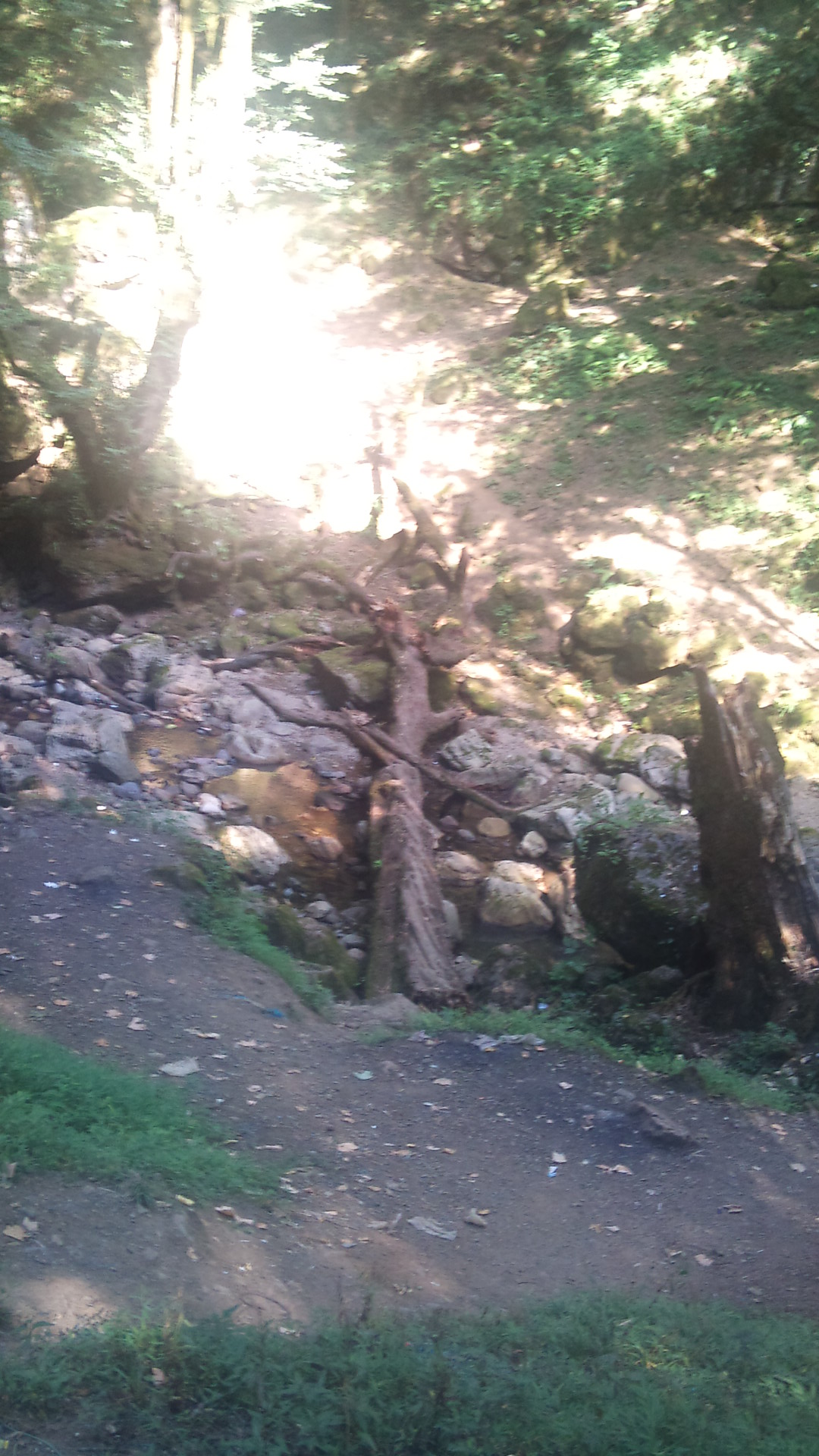
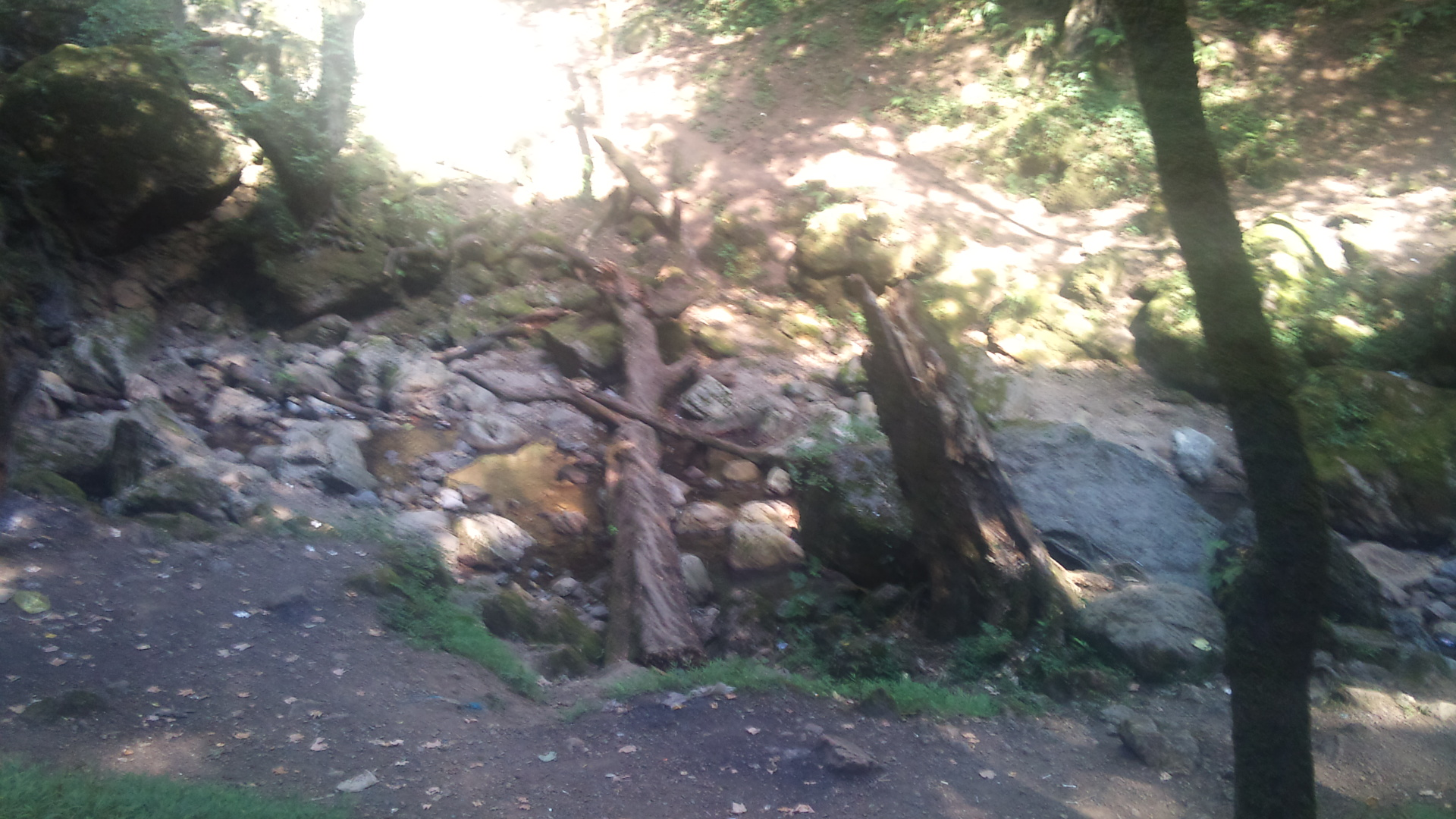
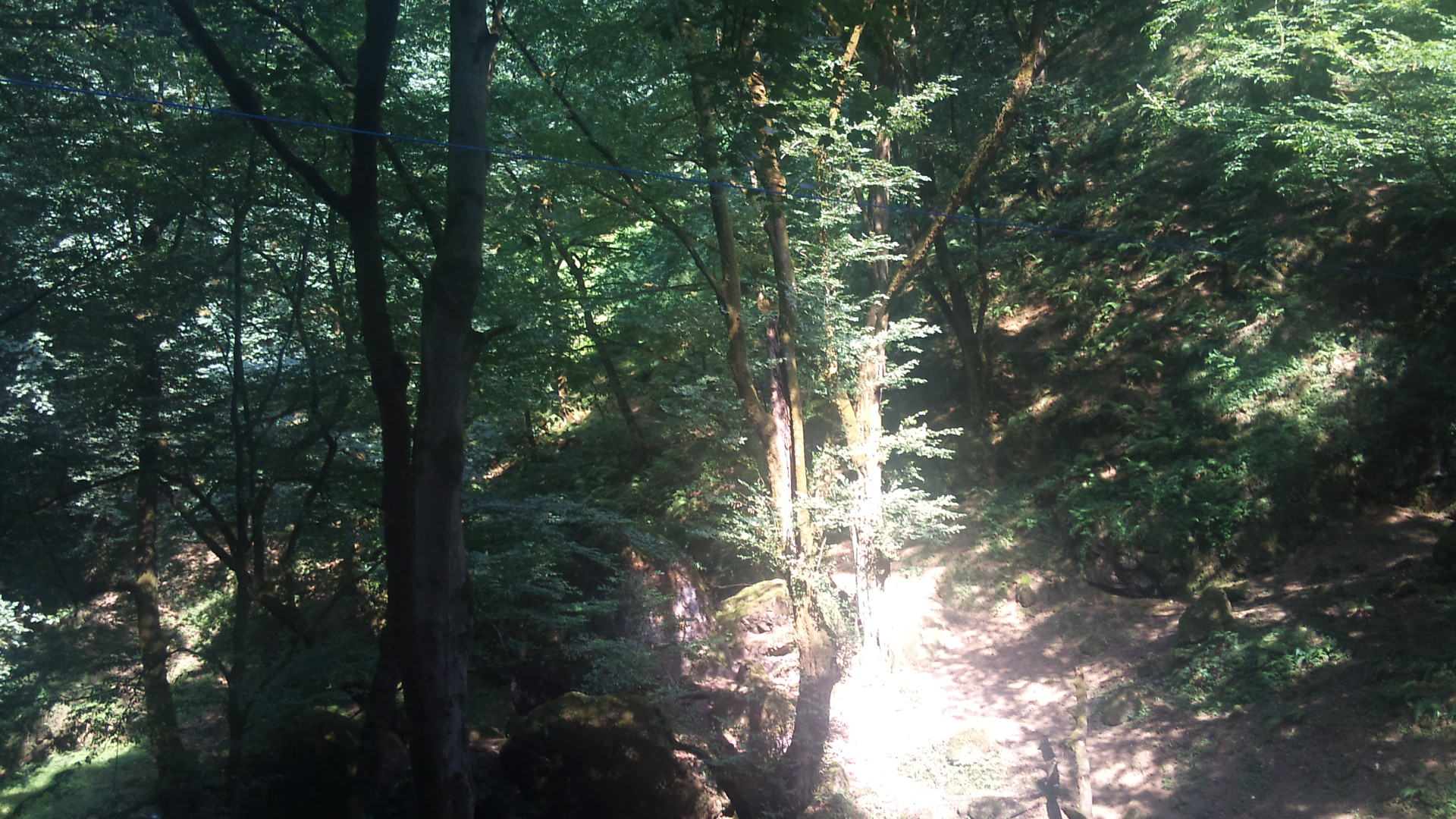
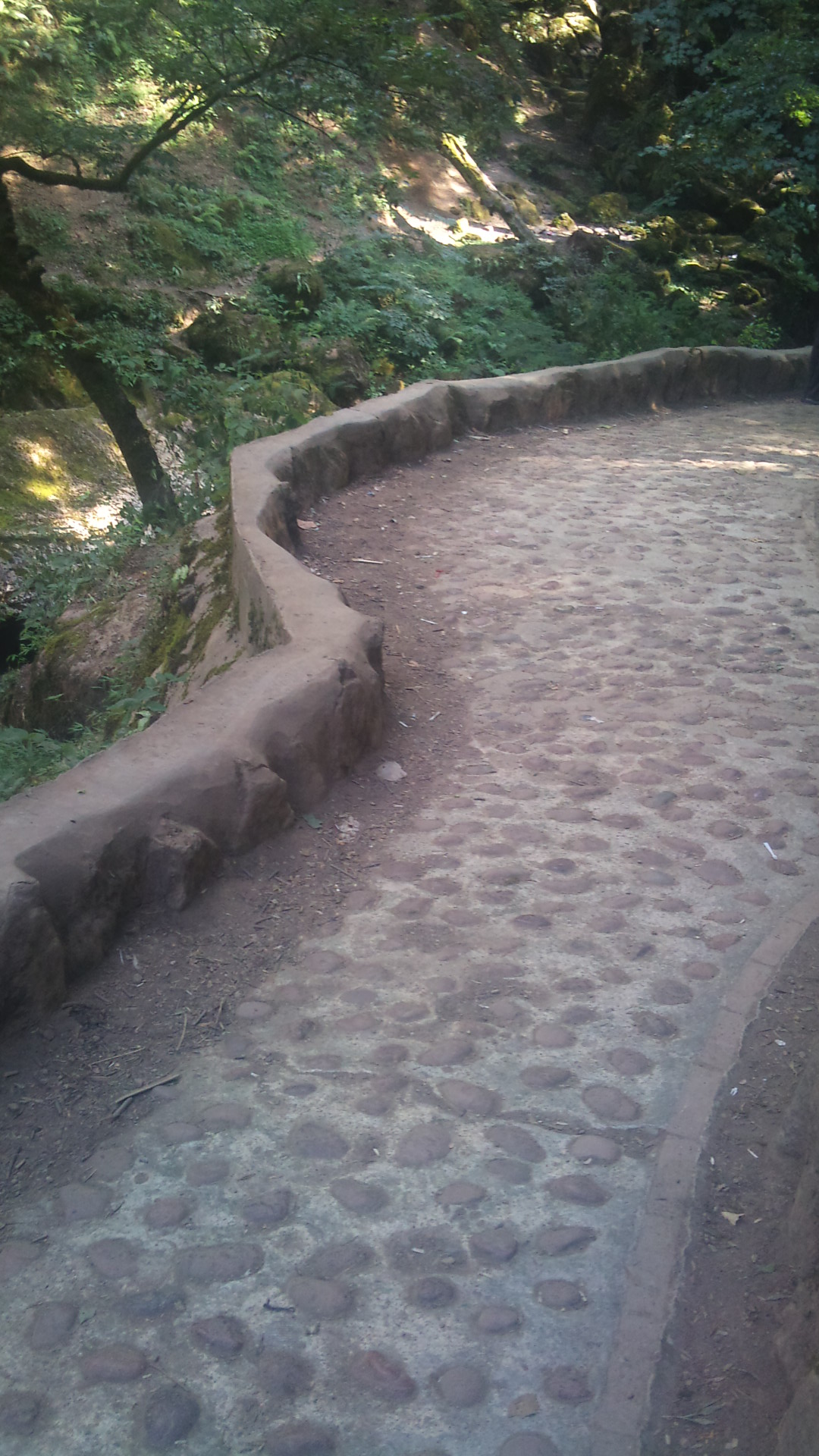
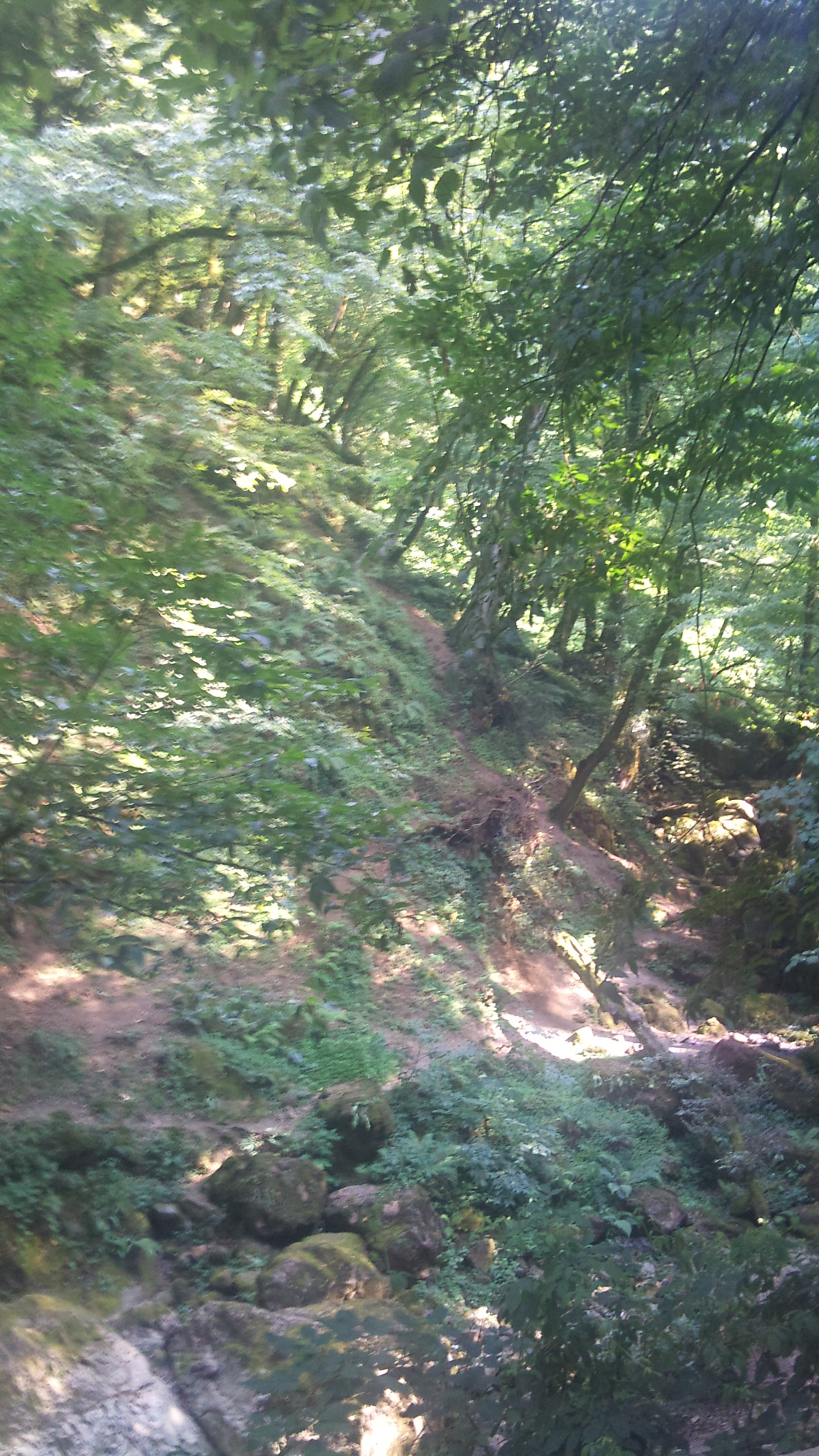